# سكودا أوكتافيا
سكودا أوكتافيا (بالإنجليزية: Škoda Octavia)‏ هي سيَّارة عائلية متوسطة الحجم . تنتجها سكودا أوتو التشيكية منذ عام 1996. وقد تمت تسميتها كذلك على اسم نموذج كان يُنْتَجُ بين عامى 1959 و1971. السيارة الحالية متوفرة بنماذج خماسية الأبواب هاتشباك وكذلك ستيشن واغن. في الثامن عَشَر من ديسمبر أعلنت سكودا عبر صفحتها على فيسبوك عن بدء إنتاجها للجيل الثالث والتي سيتم إطلاقها في الأسواق الأوروبية أواخر يناير 2013. تعتمد هذه السيارة على منصة فولكس فاجن المشتركة بين سكودا وفولكس فاجن جيتا.

## الجيل الأول (1U نوع؛ 1996-2011)

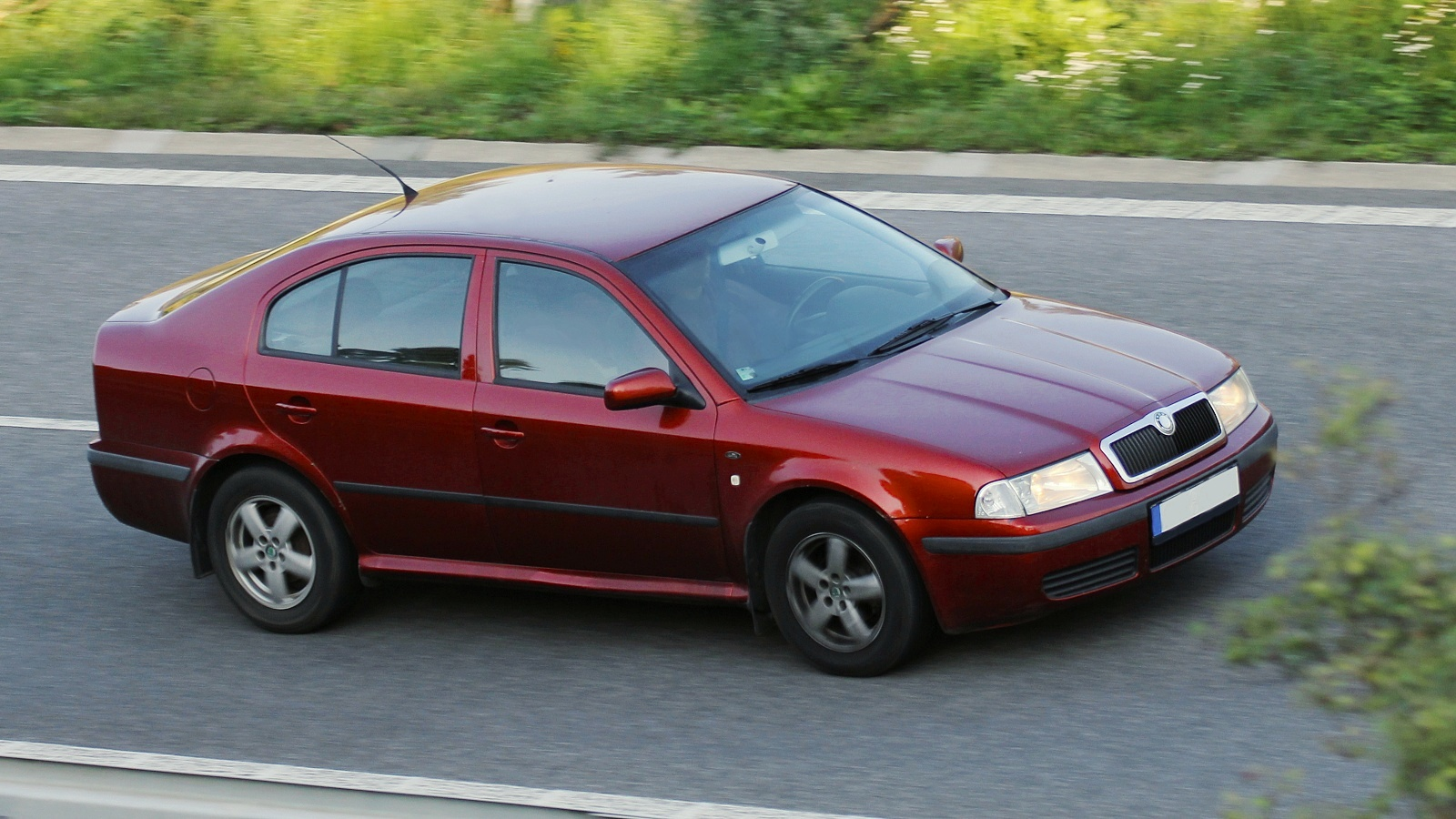
سكودا اوكتافيا نوع 1U

صدر أول جيل من سيارة اوكتافيا في نوفمبر تشرين الثاني عام 1996، وبنيت في مصنع سكودا حديثة في ملادا بوليسلاف، جمهورية التشيك  .
في المملكة المتحدة ، بدأت مبيعات السيارة في عام 1998 وكانت السيارة نوعاً من النجاح مع المشترين الذين أعربوا عن تقديرهم لها، والقيمة المالية الغير مكلفة، على الرغم من أنه لا يمكن أن تتطابق تماما نجاح الراسخة المفضلة السيارة العائلية الكبيرة مثل فورد مونديو وفوكسهول فيكترا .
الجيل الأول من اوكتافيا كان عملية تجميل في عام 2000، وكان لا يزال تصنيعها وتسويقها في بعض الأسواق، حتى بعد أن تم إدخال الجيل الثاني في عام 2004. في ألمانيا وأجزاء أخرى من أوروبا الغربية، وكذلك آسيا، وقد تم تسويقه طراز الجيل الأول وجولة اوكتافيا، في حين يتم تسويق الطراز الجديد كما اوكتافيا. في بعض الأسواق، وكان الجيل الأول من أوكتافيا لا يزال يعرف باسم اوكتافيا، وأحيل إلى أحدث طراز كما اوكتافيا الجديدة، Octavia5 في اليونان  والهند .

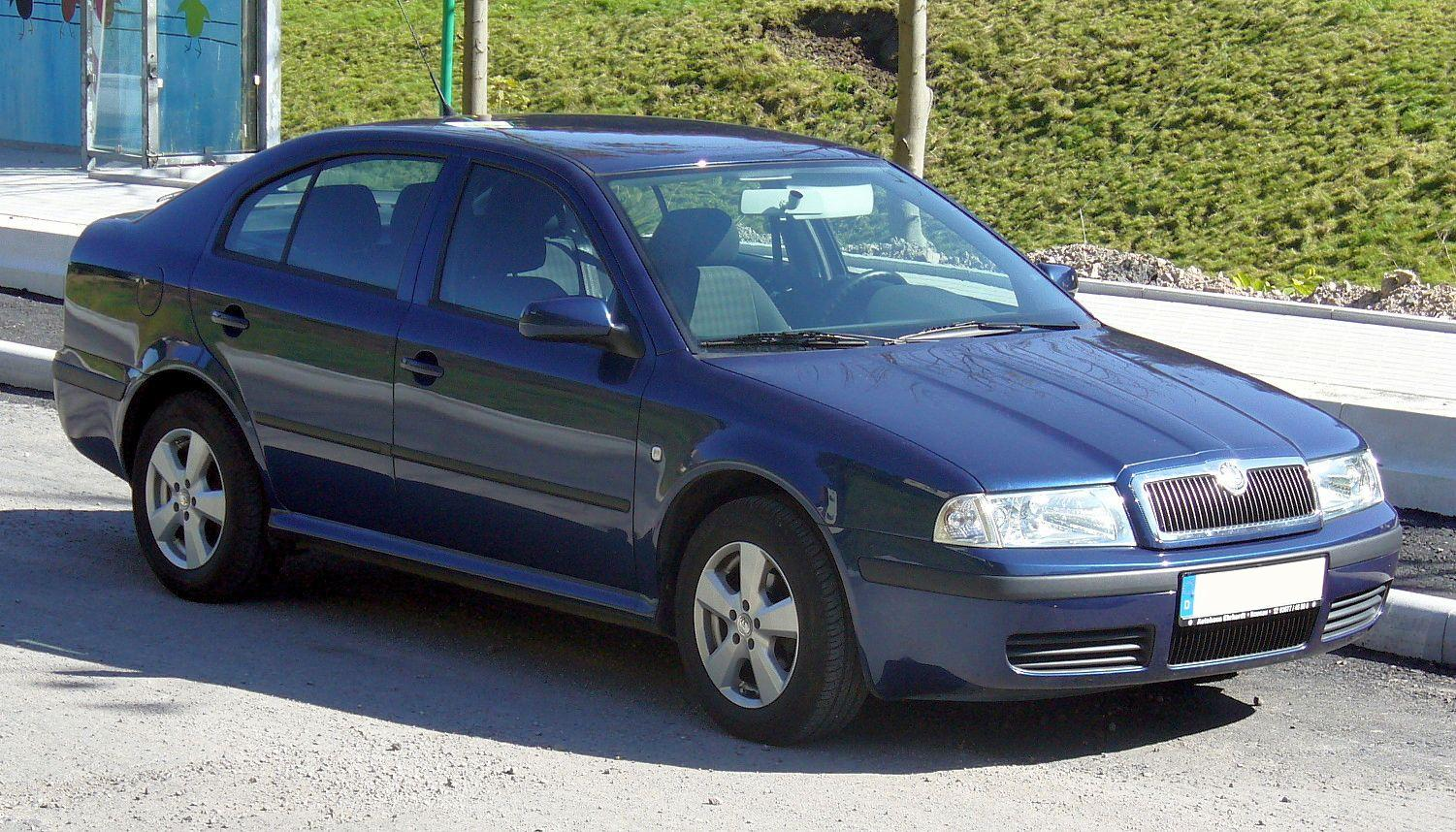
سكودا اوكتافيا الجيل الأول/لون ازرق
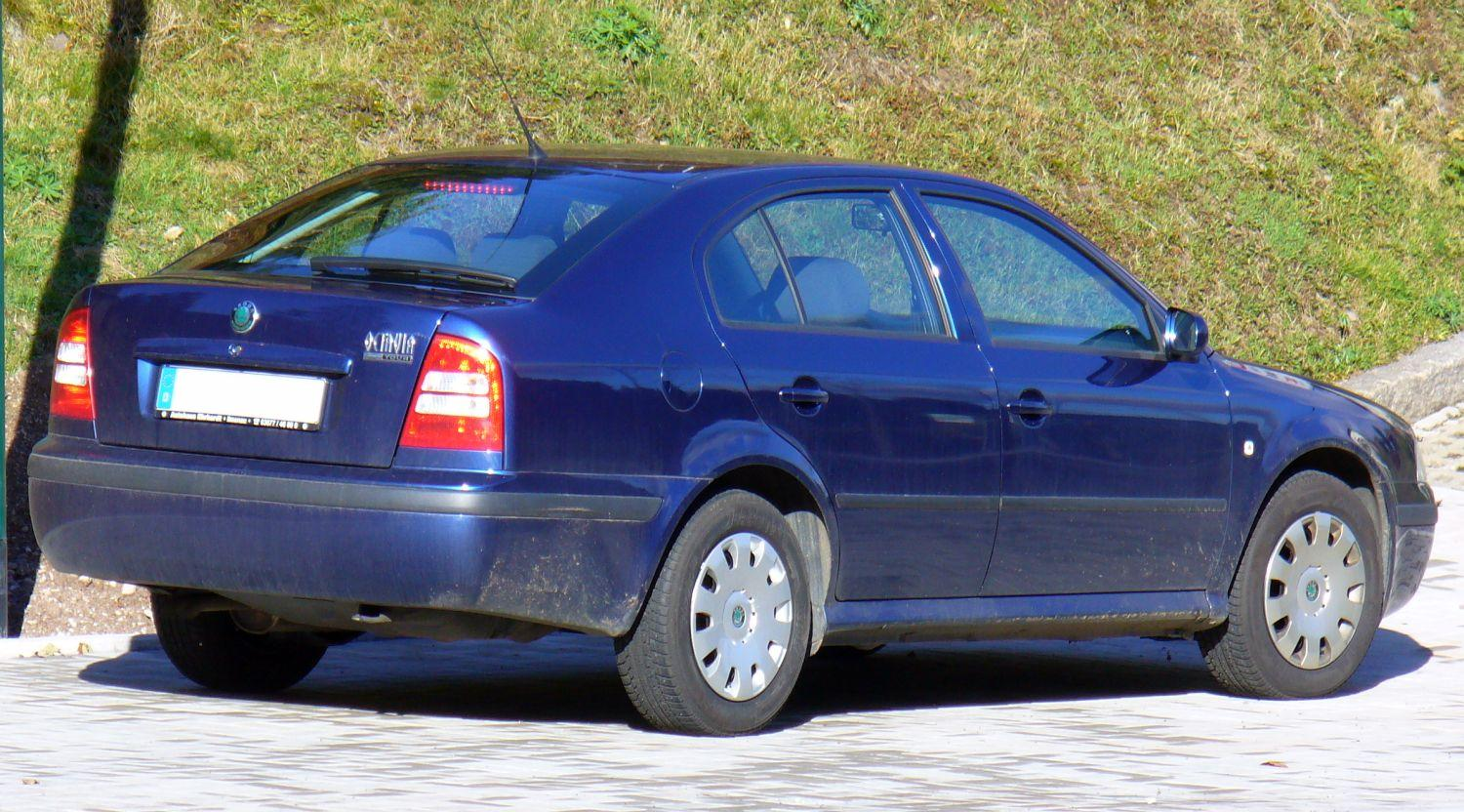
نفس السيارة من الخلف
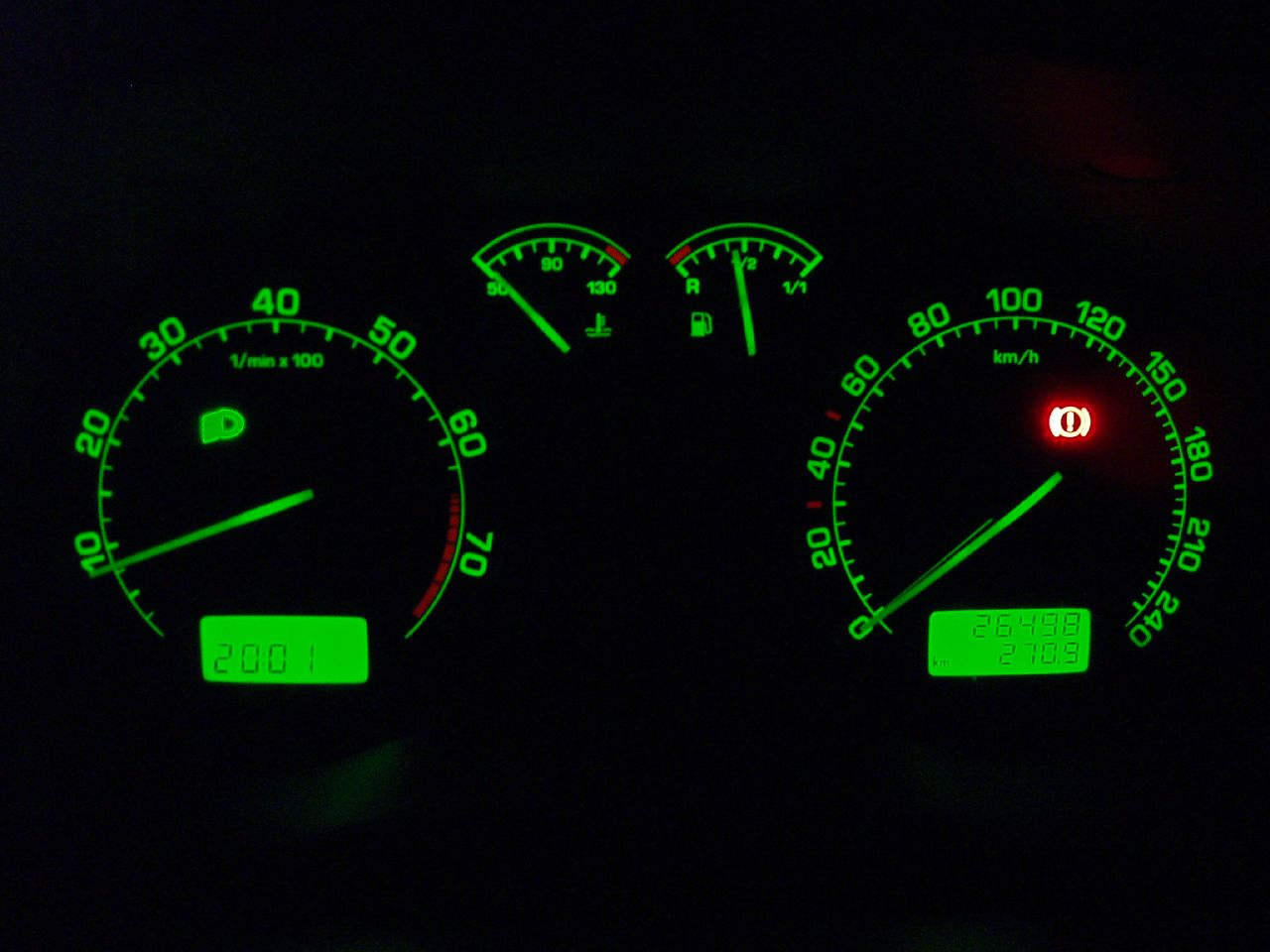
من الداخل منظر عداد المسافة والبنزين والحرارة
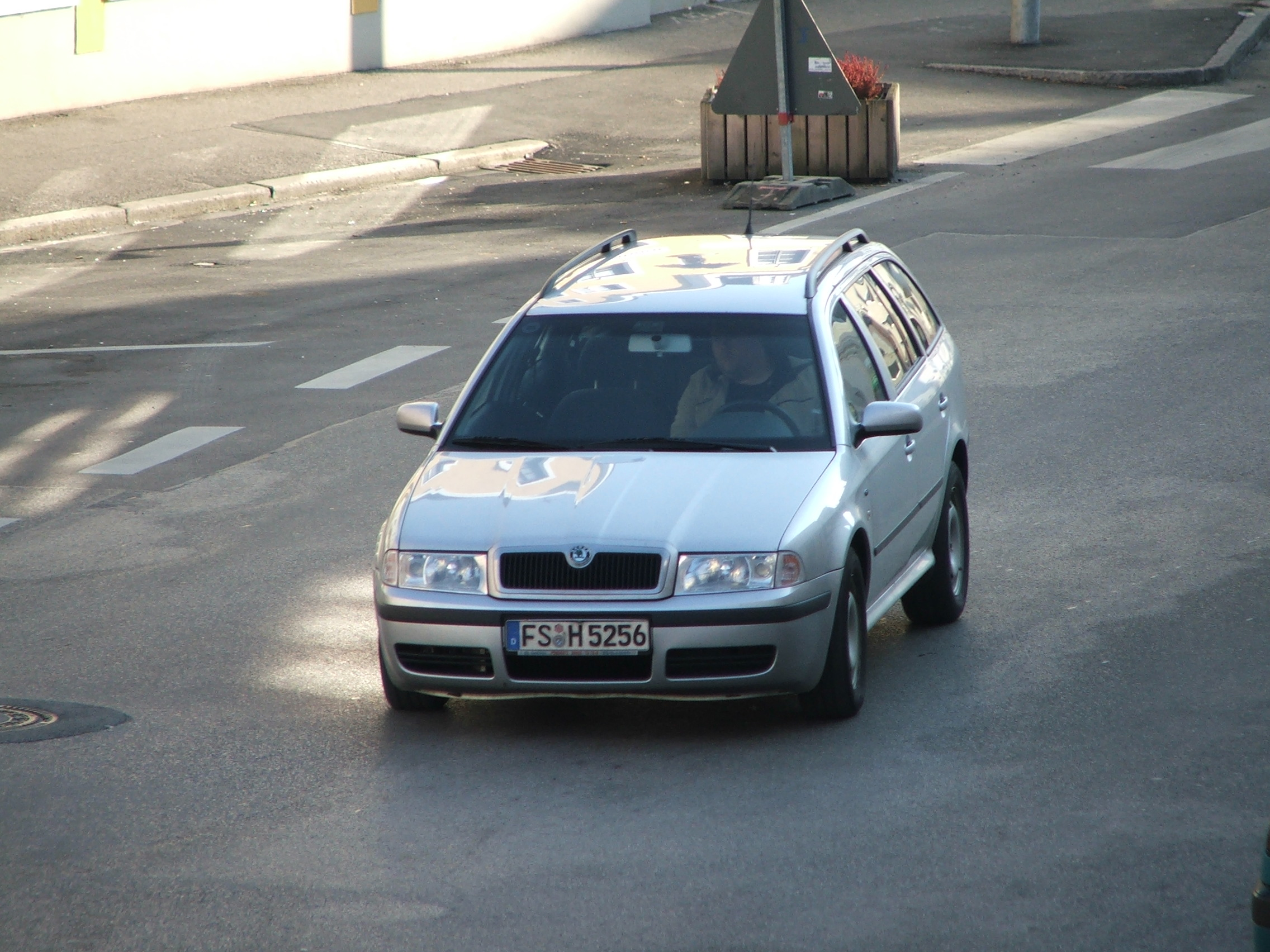
اوكتافيا - لون فضي هاتشباك
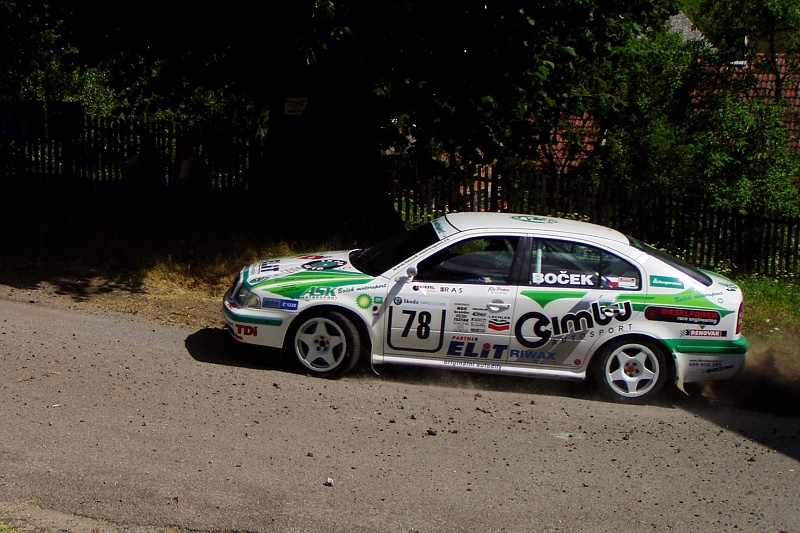
سيارة رالي
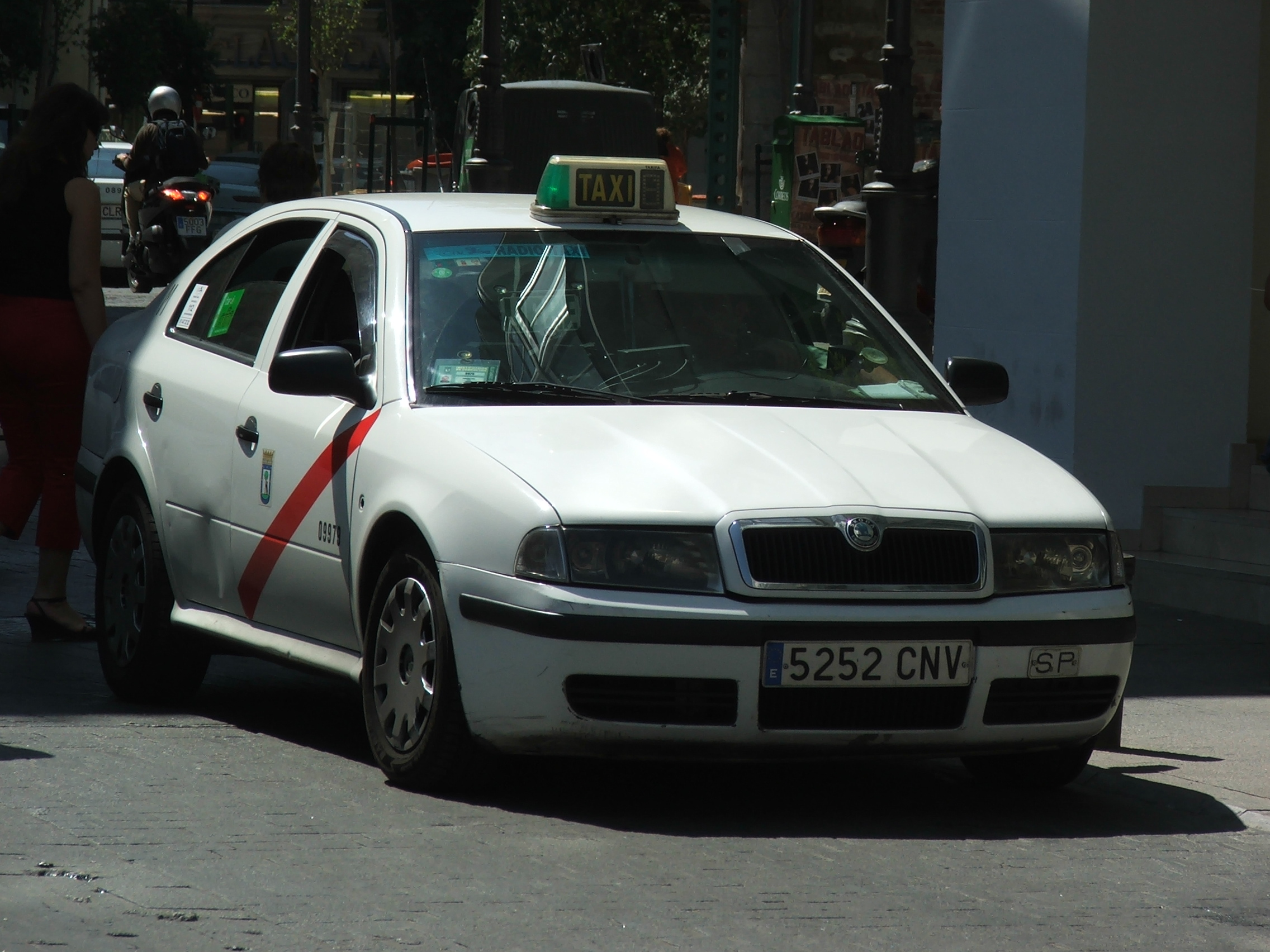
سيارة شرطة في إيطاليا
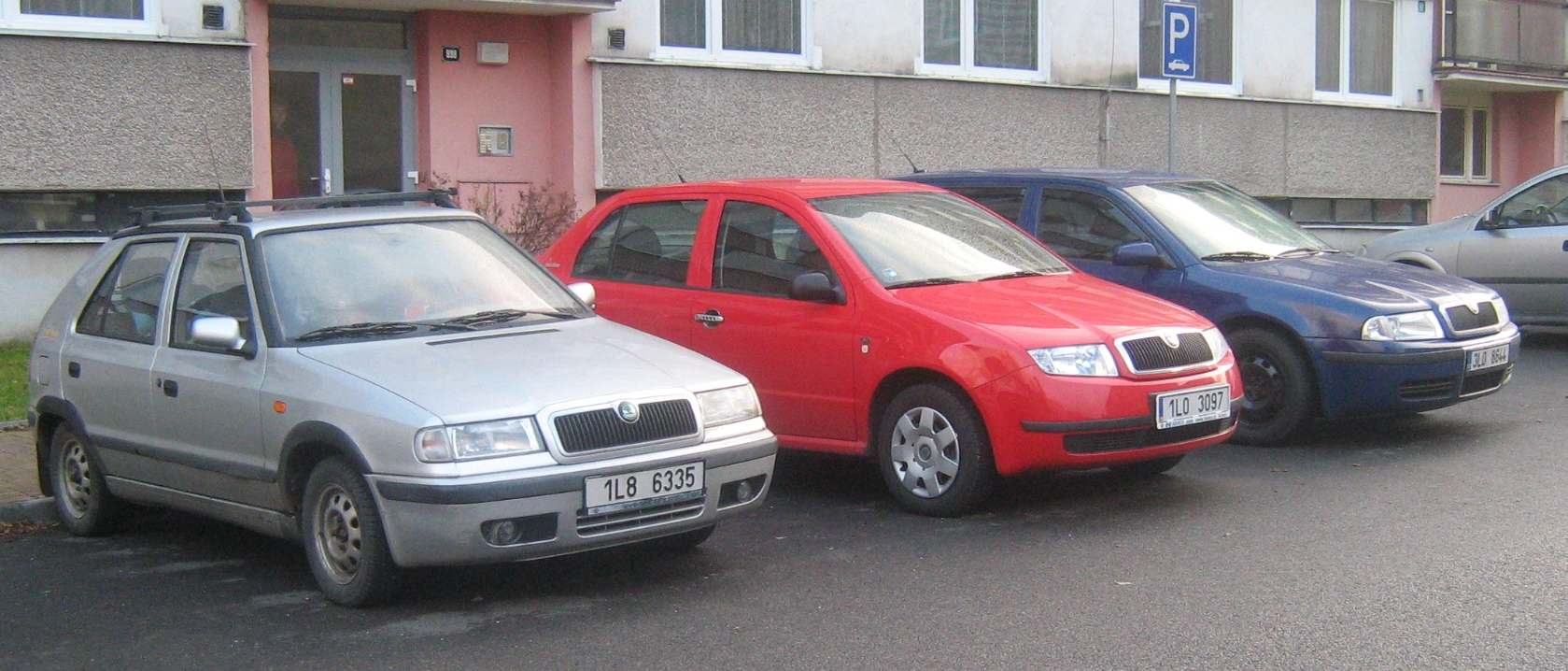
ثلاثة سيارات سكودا اوكتافيا من الجيل الأول
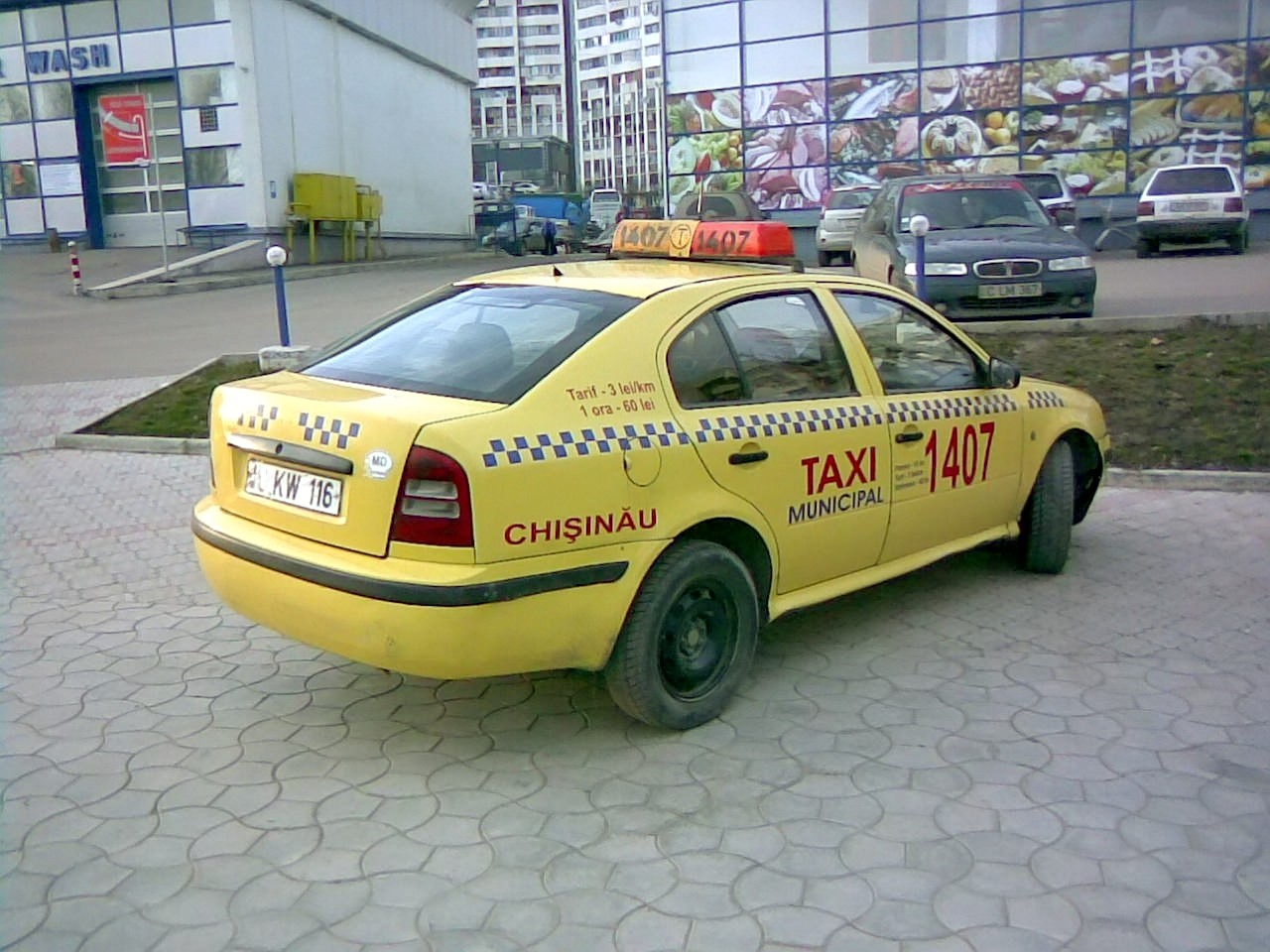
تاكسي
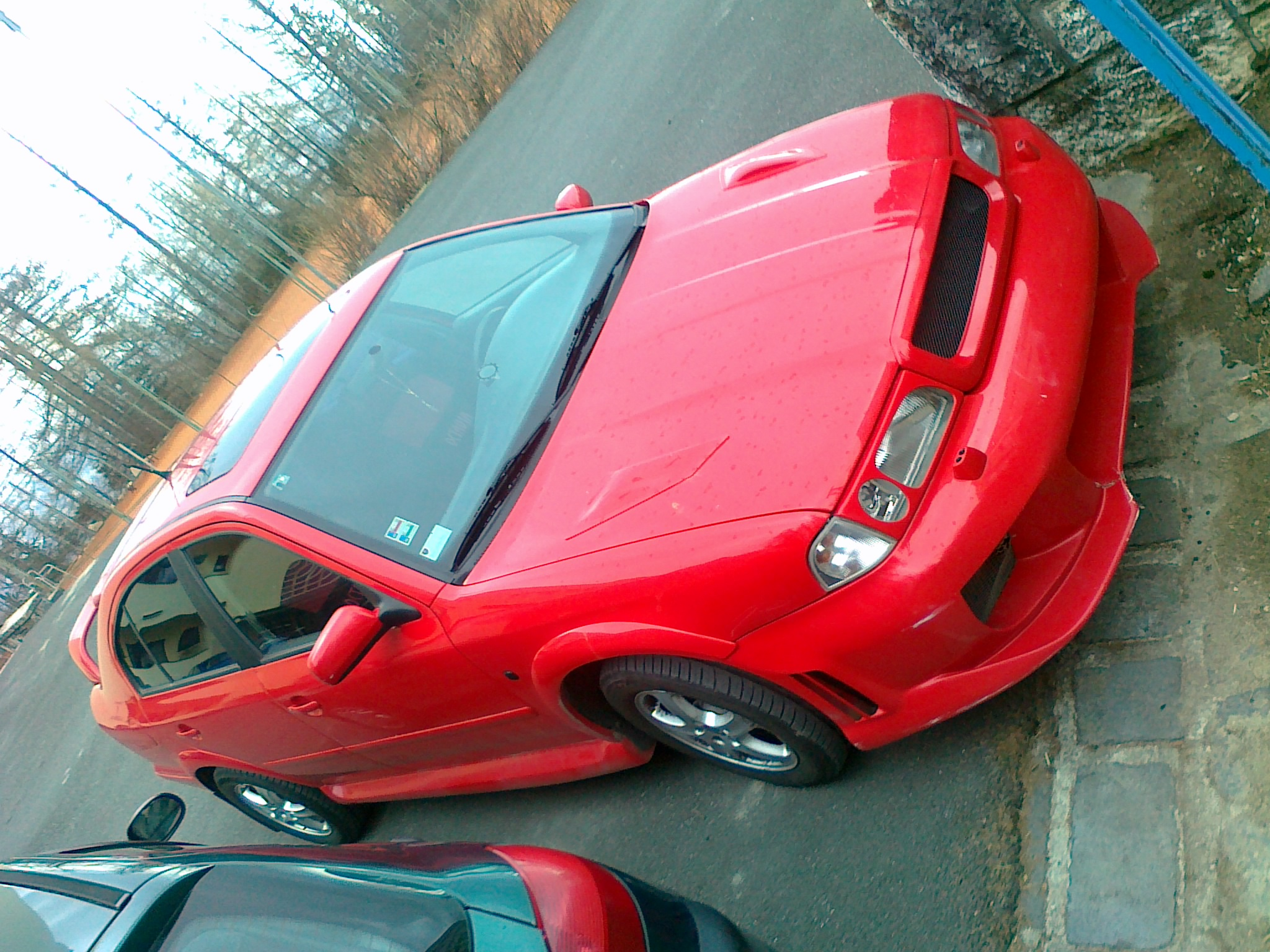
نوع اخر
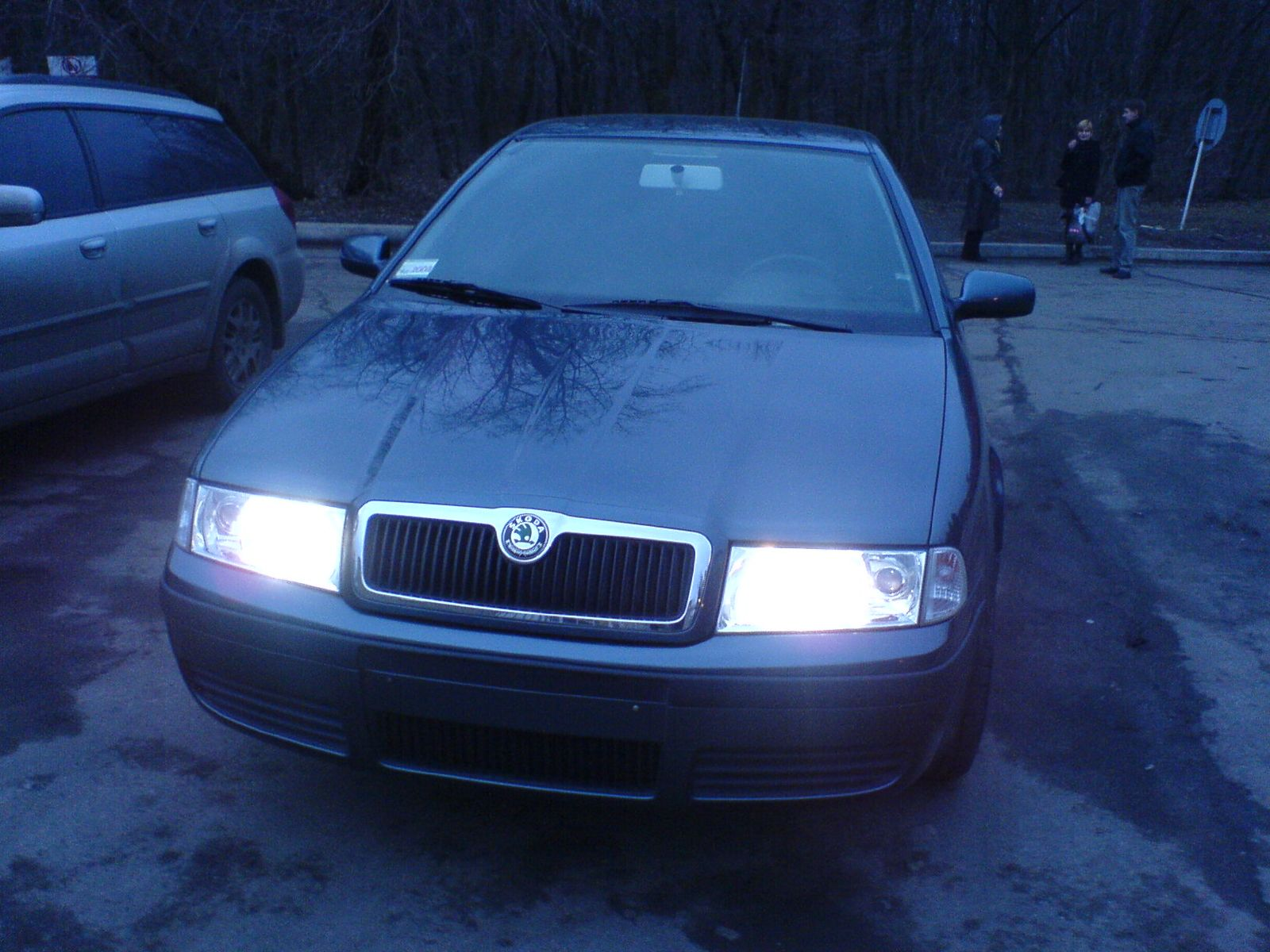
سيارة أخرى

### المحرك
والمحركات المستخدمة هي نفسها بالنسبة للعديد من السيارات الأخرى في مجموعة فولكس فاجن:
| الاسم                   | الحجم                   | المحرك                                       | الإنتاج                                | الطوق المعدني                          | كود             | السنوات                               |
| محركات البنزين          | محركات البنزين          | محركات البنزين                               | محركات البنزين                         | محركات البنزين                         | محركات البنزين  | محركات البنزين                        |
| ----------------------- | ----------------------- | -------------------------------------------- | -------------------------------------- | -------------------------------------- | --------------- | ------------------------------------- |
| 1.4 8v                  | 1,397 سم3 (85.3 بوصة3)  | محرك ذو أربع اسطوانات مرتبة في خط مستقيم OHV | 60 PS (44 كـو؛ 59 حصان) at 4500 rpm    | 120 ن·م (89 رطل·قدم) at 2500 rpm       | AMD             | 1999–2001                             |
| 1.4 16v                 | 1,390 سم3 (85 بوصة3)    | 4 cyl عمود الكامات العلوي ‏                   | 75 PS (55 كـو؛ 74 حصان) at 5000 rpm    | 126 ن·م (93 رطل·قدم) at 3800 rpm       | AXP/BCA         | 2000–2010                             |
| 1.6 8v                  | 1,598 سم3 (97.5 بوصة3)  | 4 cyl عمود الكامات العلوي ‏                   | 75 PS (55 كـو؛ 74 حصان) at 4800 rpm    | 135 ن·م (100 رطل·قدم) at 2800–3600 rpm | AEE             | 1996–2000                             |
| 1.6 8v                  | 1,595 سم3 (97.3 بوصة3)  | 4 cyl SOHC                                   | 100 PS (74 كـو؛ 99 حصان) at 5600 rpm   | 145 ن·م (107 رطل·قدم) at 3800 rpm      | AEH/AKL         | 1998–2000 (for South America to 2010) |
| 1.6 8v                  | 1,595 سم3 (97.3 بوصة3)  | 4 cyl SOHC                                   | 102 PS (75 كـو؛ 101 حصان) at 5600 rpm  | 148 ن·م (109 رطل·قدم) at 3800 rpm      | AVU/BFQ         | 2000–2010                             |
| 1.8 20v                 | 1,781 سم3 (108.7 بوصة3) | 4 cyl DOHC                                   | 125 PS (92 كـو؛ 123 حصان) at 6000 rpm  | 170 ن·م (130 رطل·قدم) at 4200 rpm      | AGN             | 1996–1999                             |
| 1.8 20vT                | 1,781 سم3 (108.7 بوصة3) | 4 cyl DOHC                                   | 150 PS (110 كـو؛ 148 حصان) at 5700 rpm | 210 ن·م (150 رطل·قدم) at 1750–4600 rpm | AGU/ARZ/ARX/AUM | 1998–2006 (لأوروبا الغربية إلى 2010)  |
| 1.8 20vT vRS            | 1,781 سم3 (108.7 بوصة3) | 4 cyl DOHC                                   | 180 PS (132 كـو؛ 178 حصان) at 5500 rpm | 235 ن·م (173 رطل·قدم) at 1950–5000 rpm | AUQ             | 2001–2006                             |
| 2.0 8v                  | 1,984 سم3 (121.1 بوصة3) | 4 cyl SOHC                                   | 115 PS (85 كـو؛ 113 حصان) at 5200 rpm  | 170 ن·م (130 رطل·قدم) at 2400 rpm      | APK/AQY         | 1999–2001                             |
| 2.0 8v                  | 1,984 سم3 (121.1 بوصة3) | 4 cyl SOHC                                   | 115 PS (85 كـو؛ 113 حصان) at 5400 rpm  | 172 ن·م (127 رطل·قدم) at 3200 rpm      | AZJ/AZH         | 2001–2007                             |
| محركات الديزل           |                         |                                              |                                        |                                        |                 |                                       |
| 1.9 8v SDI [الإنجليزية] | 1,896 سم3 (115.7 بوصة3) | 4 cyl SOHC                                   | 68 PS (50 كـو؛ 67 حصان) at 4200 rpm    | 133 ن·م (98 رطل·قدم) at 2200–2600 rpm  | AGP/AQM         | 1999–2004                             |
| 1.9 8v TDI [الإنجليزية] | 1,896 سم3 (115.7 بوصة3) | 4 cyl SOHC                                   | 90 PS (66 كـو؛ 89 حصان) at 4000 rpm    | 210 ن·م (150 رطل·قدم) at 1900 rpm      | AGR/ALH         | 1996–2007                             |
| 1.9 8v TDI [الإنجليزية] | 1,896 سم3 (115.7 بوصة3) | 4 cyl SOHC PD                                | 100 PS (74 كـو؛ 99 حصان) at 4000 rpm   | 240 ن·م (180 رطل·قدم) at 1800–2400 rpm | ATD/AXR         | 2000–2010                             |
| 1.9 8v TDI [الإنجليزية] | 1,896 سم3 (115.7 بوصة3) | 4 cyl SOHC                                   | 110 PS (81 كـو؛ 108 حصان) at 4150 rpm  | 235 ن·م (173 رطل·قدم) at 1900 rpm      | AHF/ASV         | 1997–2006                             |
| 1.9 8v TDI [الإنجليزية] | 1,896 سم3 (115.7 بوصة3) | 4 cyl SOHC                                   | 130 PS (96 كـو؛ 128 حصان) at 4000 rpm  | 310 ن·م (230 رطل·قدم) at 1900 rpm      | ASZ             | 2003–2004                             |

## الجيل الثاني (نوع 1Z؛ 2004-2013)
تم إدخال الجيل الثاني من اوكتافيا في شهر مارس 2004، استناداً إلى مجموعة A5 فولكس فاجن (PQ35) منصة تستخدم أيضا من قبل غيرها من السيارات مجموعة فولكس فاجن، مثل أودي A3 MK2، فولكس فاجن جولف MK5، فولكس فاجن جيتا MK5، ليون SEAT MK2، الخ وقام بالتصميم توماس انجلنث وبيتر وودا . جنباً إلى جنب مع مجموعة من المهندسين والفنيين لتصنيع المحرك الداخلي الجديد، مشتركة أيضا مع نماذج أخرى من مجموعة فولكس فاجن، وشملت التغييرات الجسم أكثر أرجل للركاب المقعد الخلفي (نقطة ضعف في النموذج الأصلي) وزيادة الخلوص الأرضي في الأمامية والخلفية للحد من مخاطر التأريض على الانحدار الشديد الذي يجعل في السواقة بعض القيود.
هناك إصداران من اوكتافيا رباعية الدفع و4X4 والسيارات المكشوفة، وكلاهما يضم الجر HALDEX نظام الأربع ذات الدفع بالعجلات، بعوامل الكمبيوتر التي تسيطر عليها اقتران مركز القابض. كلا النموذجين لديه أعلى تطهير الأرض من اوكتافيا القياسية، بنسبة 24 ملم (0.9 في) ل4x4 وبنسبة 40 ملم (1.6 في) للسيارات المكشوفة التي أعلن عنها في عام 2006، وهو الوحيد المتاح مع نمط الجسم العقارات، ولديه العديد من نمط كروس التعديلات الخارجية، مثل مصدات أكبر.

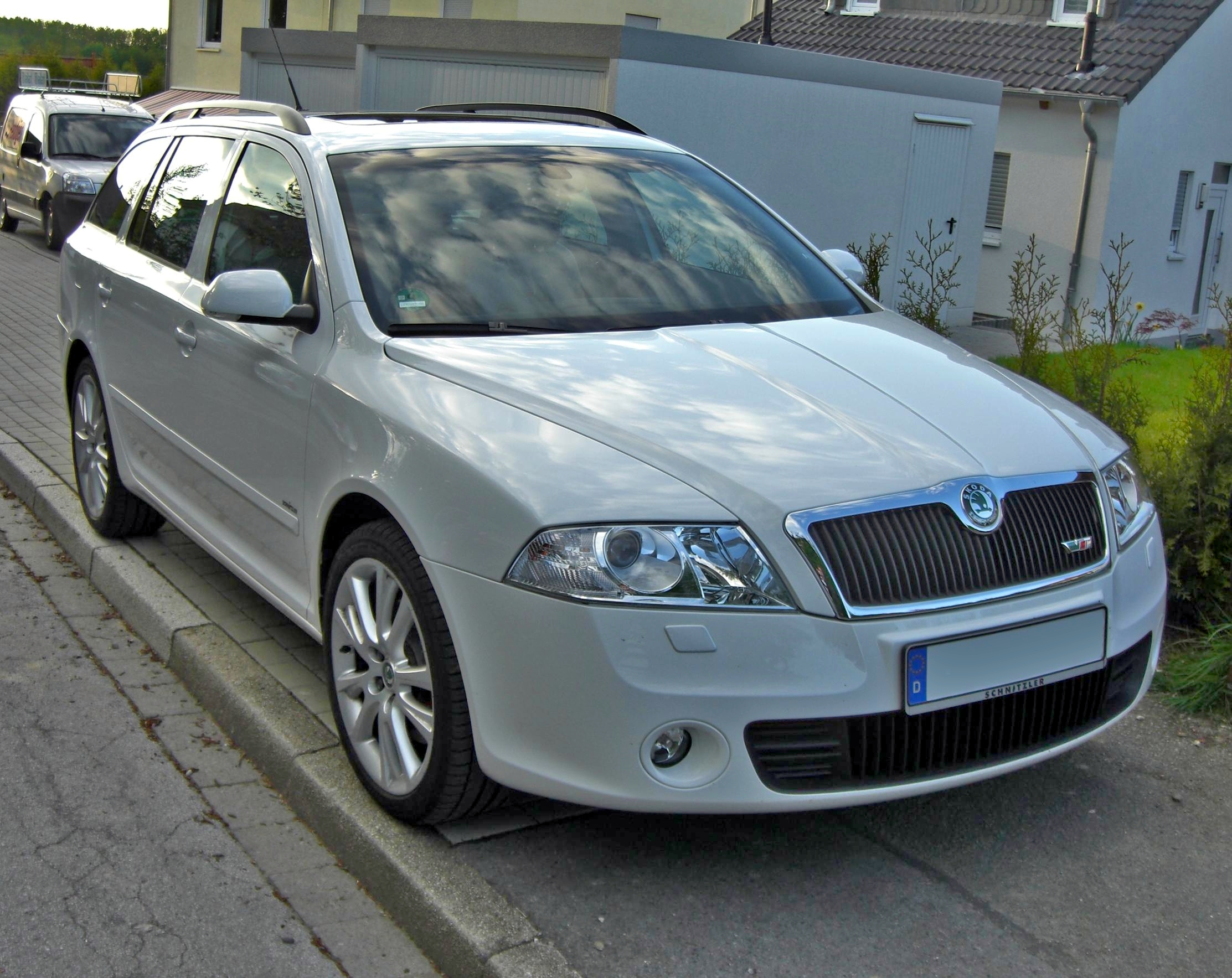
اوكتافيا كومبي
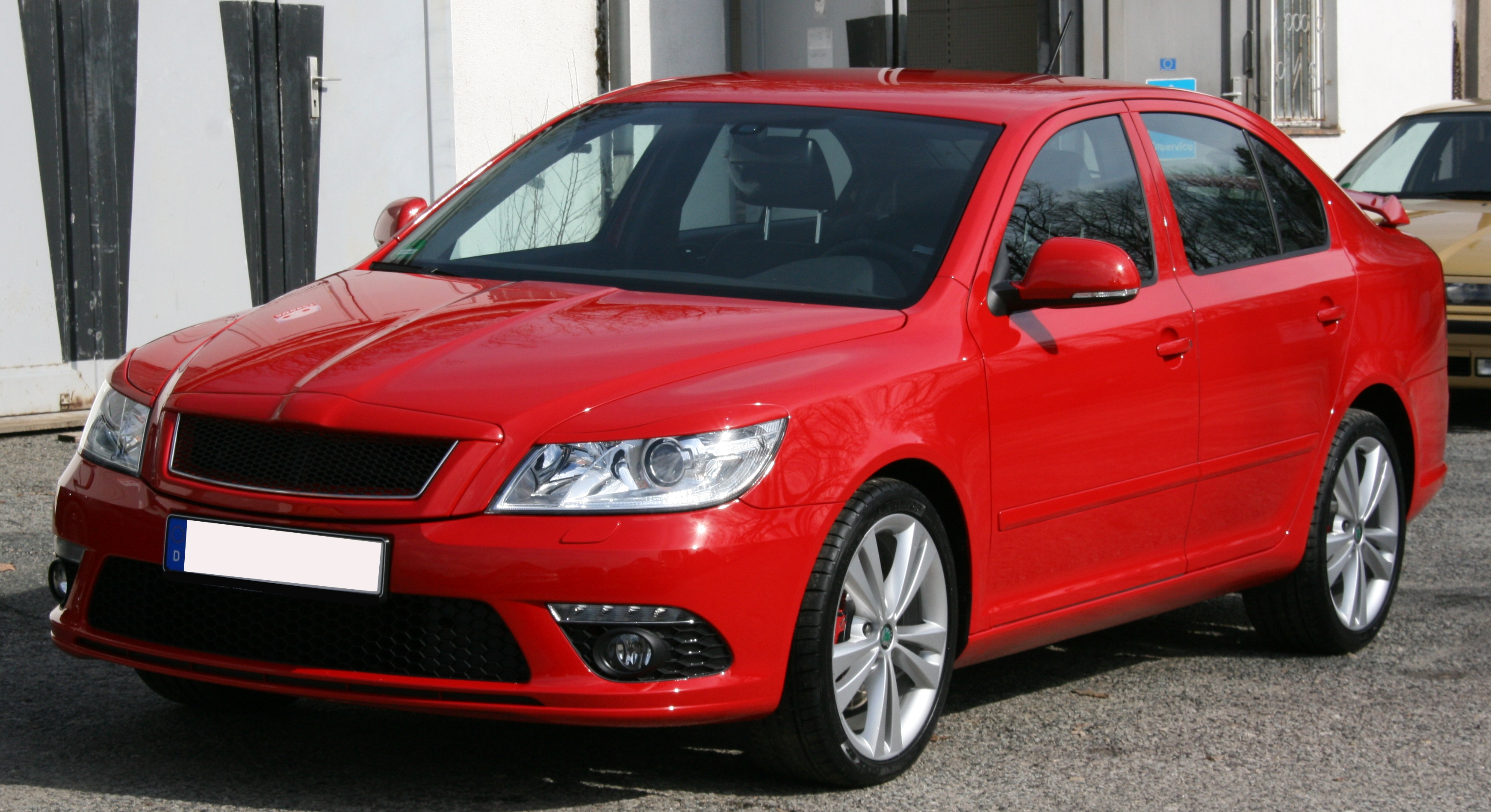
اوكتافيا RS
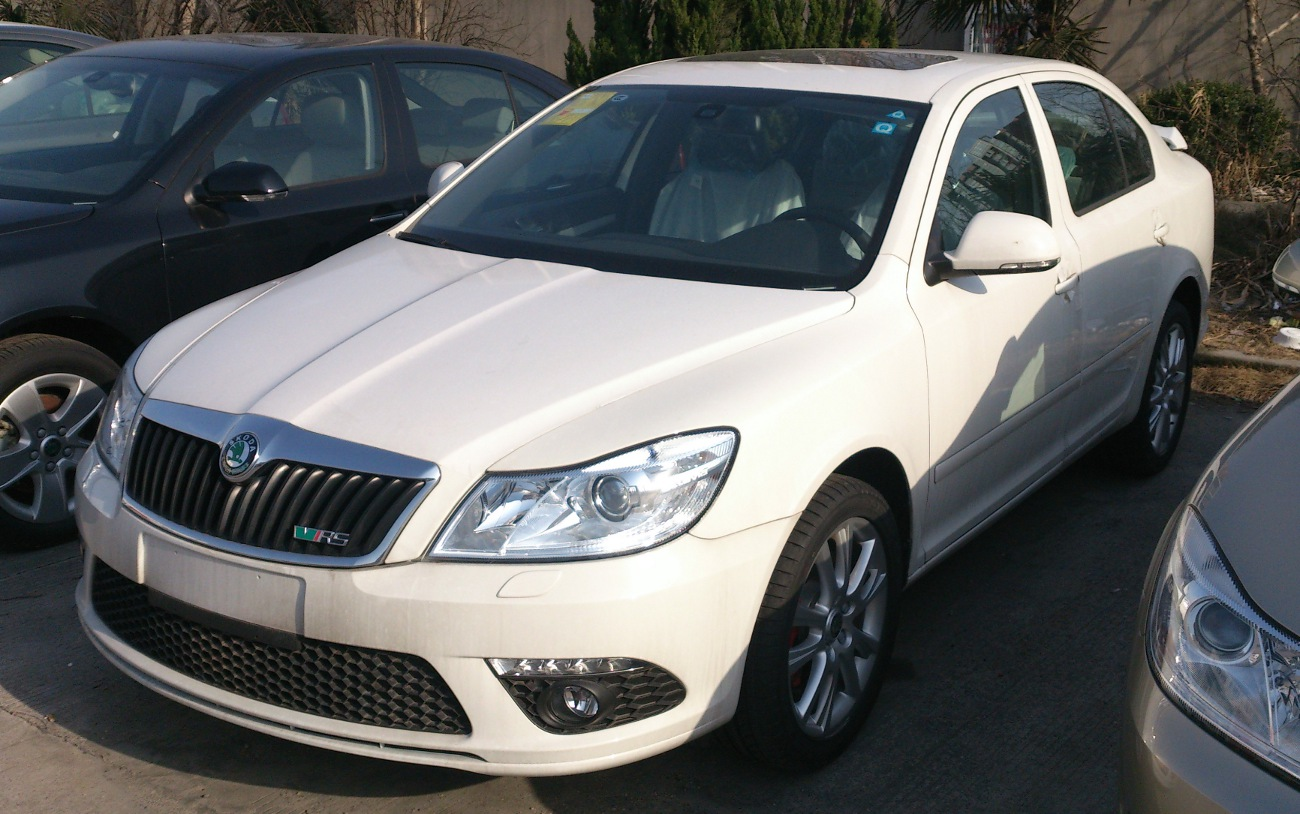
اوكتافيا RS
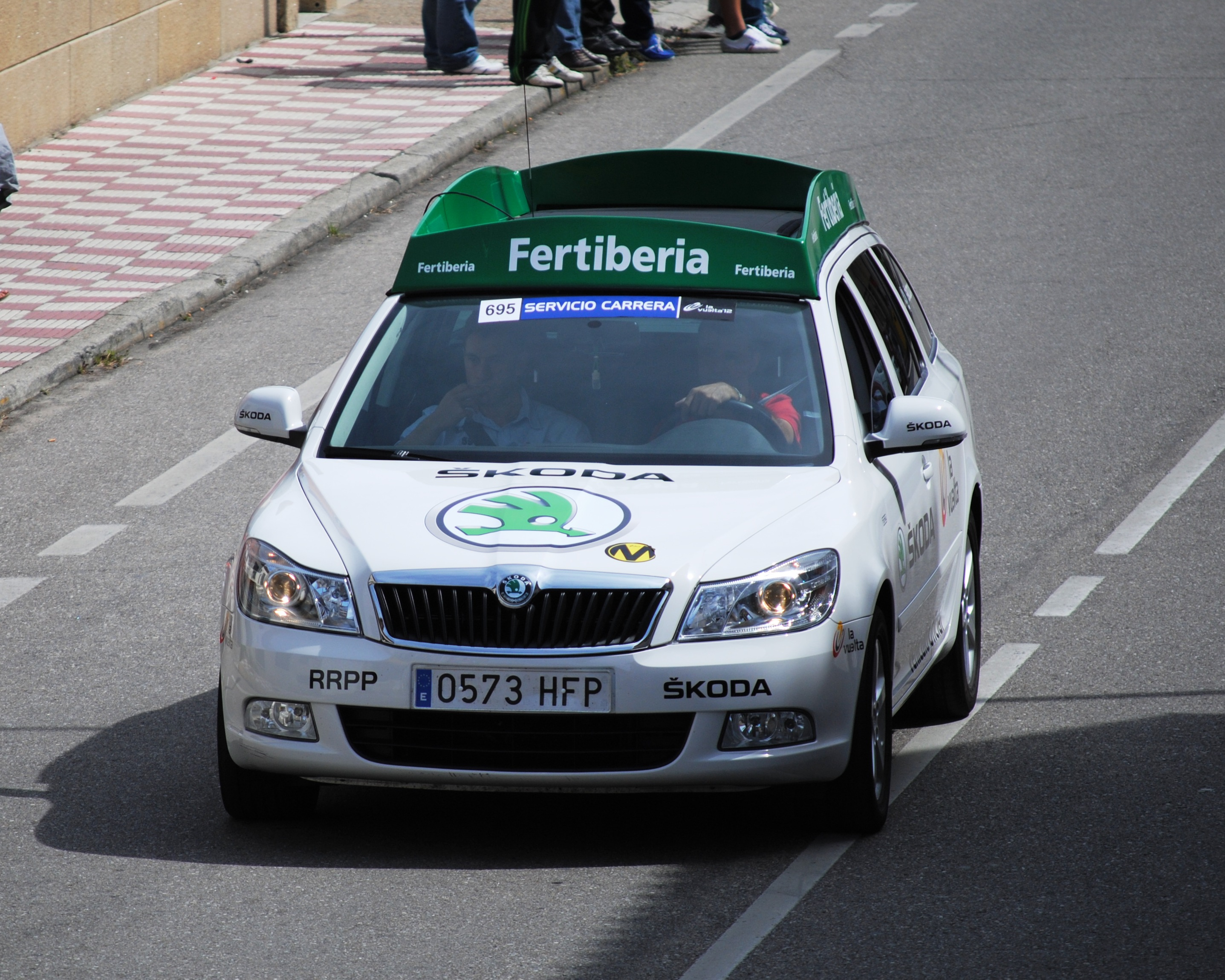
اوكتافيا كومبي في رالي في إسبانيا
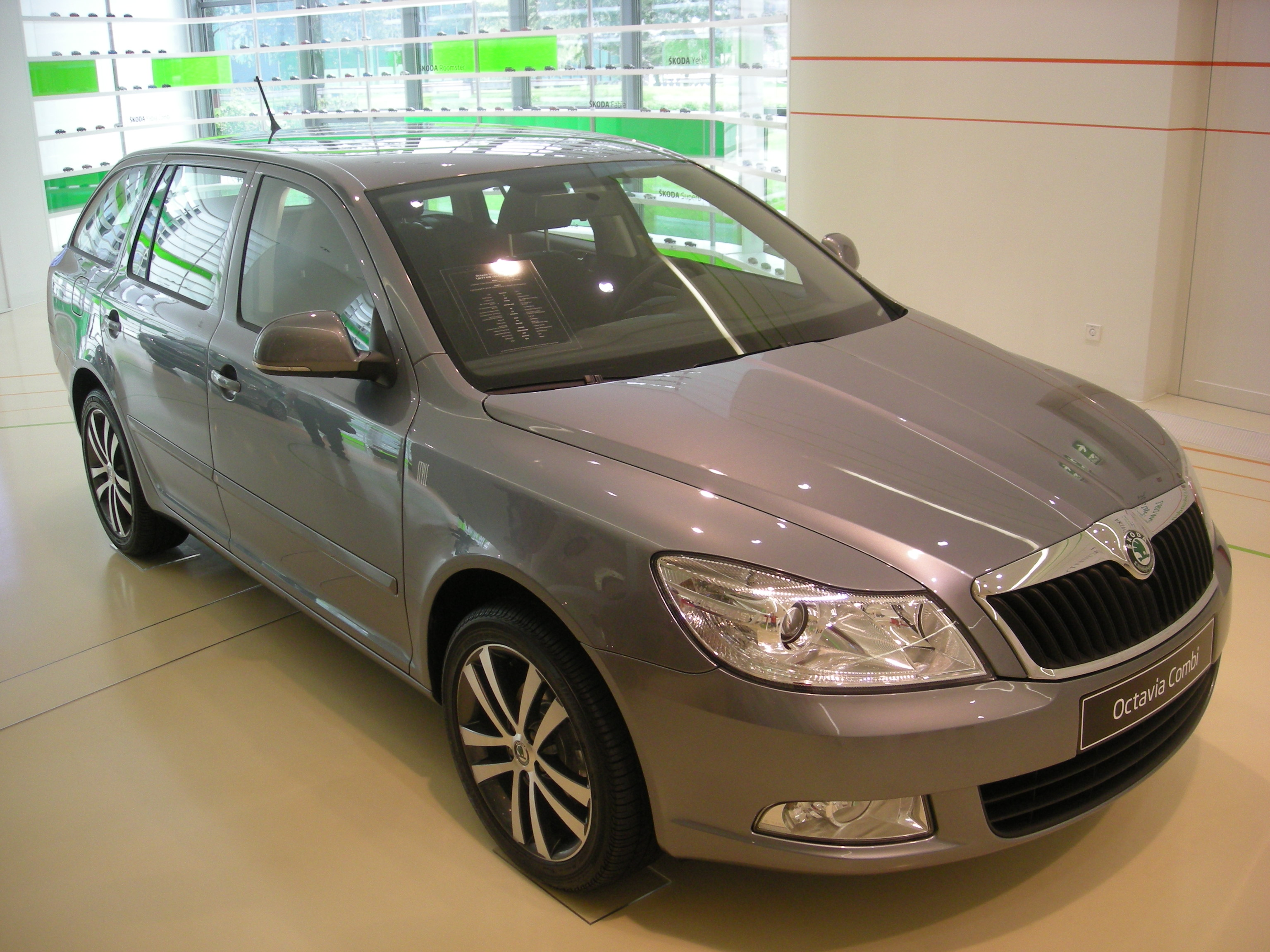
اوكتافيا كومبي لونها ذهبي
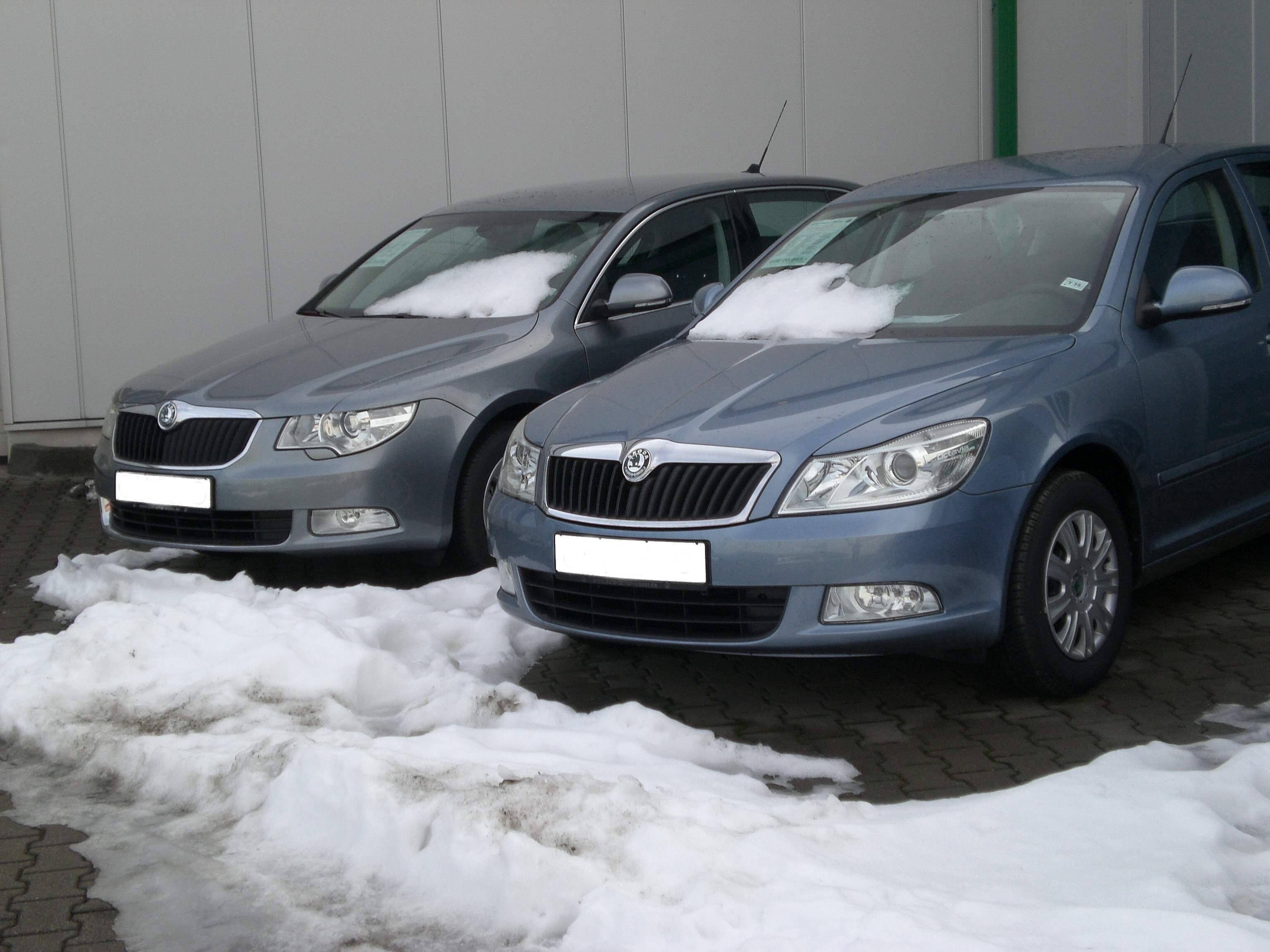
على اليمين اسكودا اوكتافيا كومبي،اما اليسار فهي النوع الجيد سكودا سوبرويب
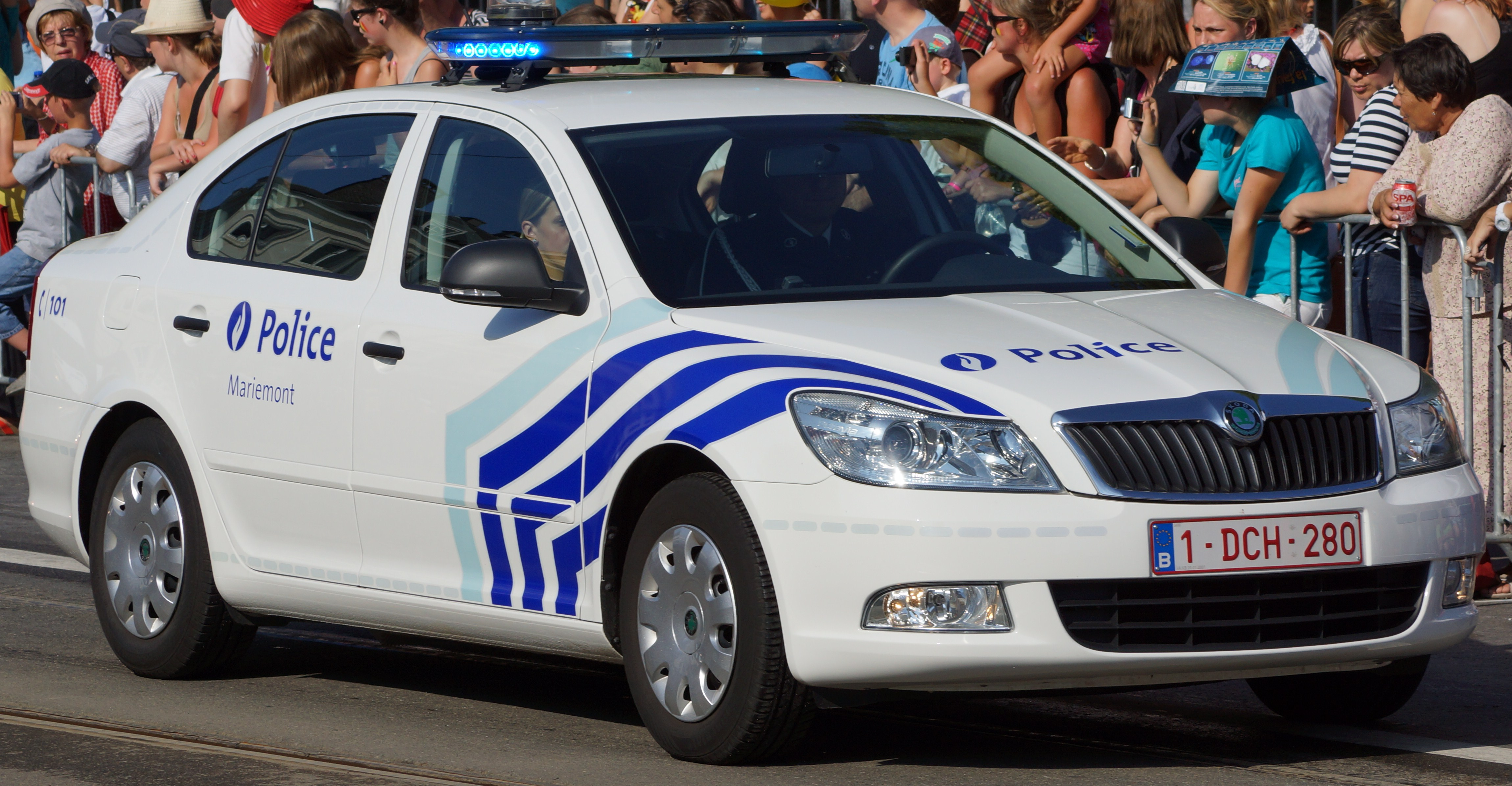
سيارة شرطة
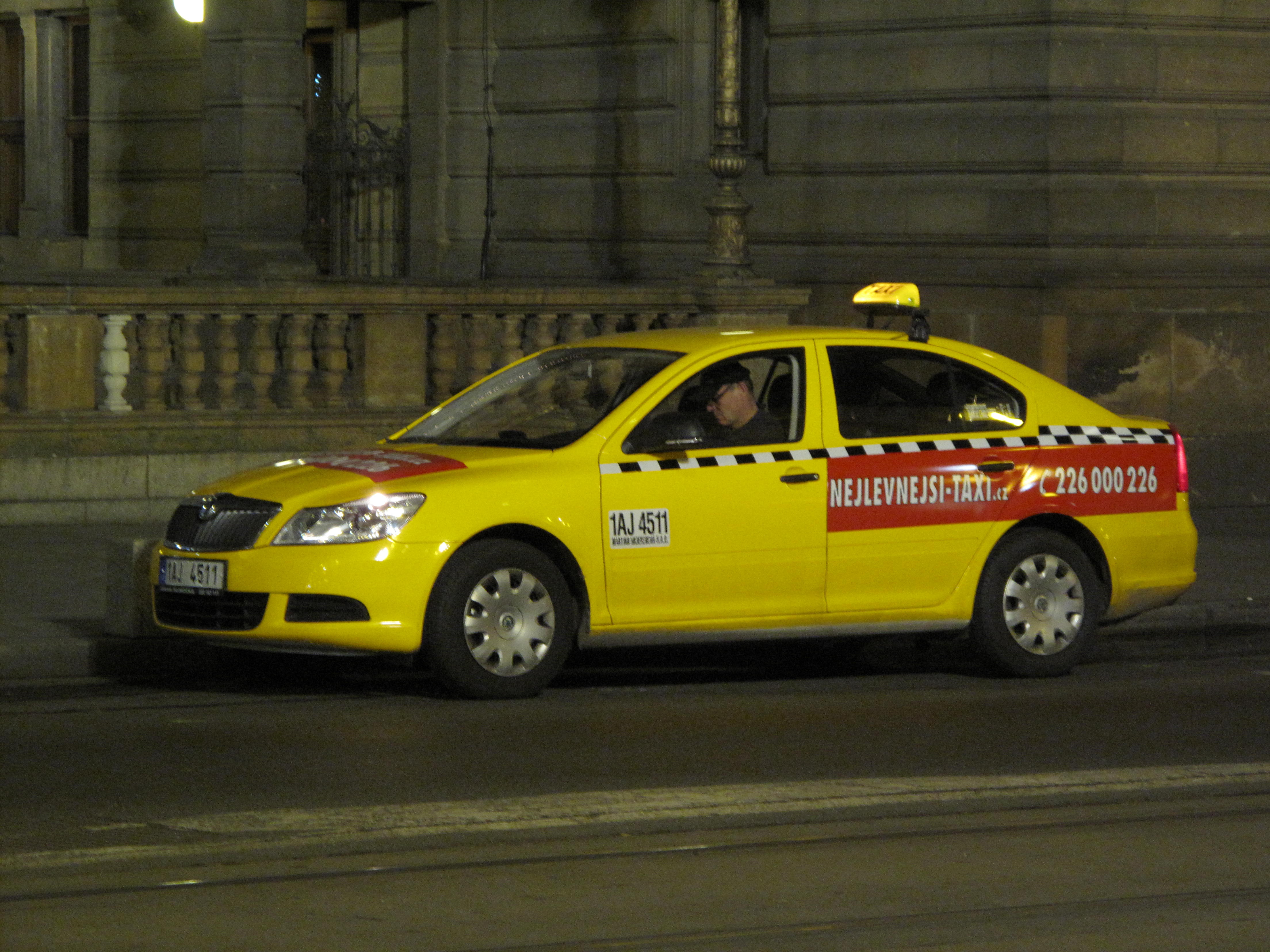
تاكسي
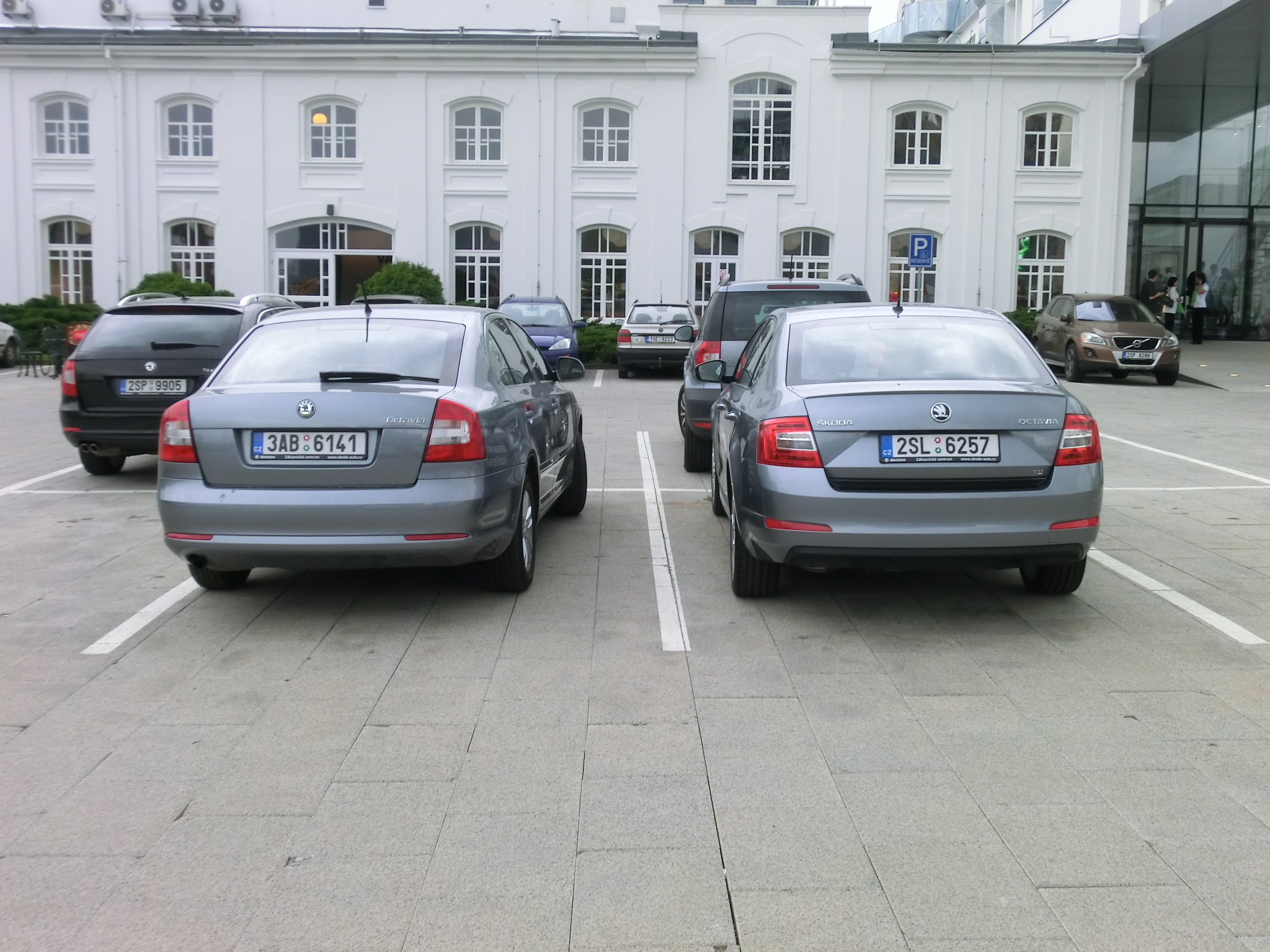
على اليسار اوكتافيا الجيل الثاني وعلى اليمين اوكتافيا الجيل الثالث

### المحرك
جميع المحركات على تصميم اسطوانة أربعة مضمنة، المياه المبردة ويستخدم حقن الوقود المتعدد النقاط. والتوربيني جميع محركات الديزل حقن (TDI) محركات المباشر.
| المحرك          | إزاحة الطاقة، فالفيتراين، نظام الوقود                      | أقصى قوة محركة بوحدة الدورة/الدقيقة | العزم بوحدة الدورة/الدقيقة       | الكود                  | السنوات                              |              |
| محركات بنزين    | محركات بنزين                                               | محركات بنزين                        | محركات بنزين                     | محركات بنزين           | محركات بنزين                         | محركات بنزين |
| --------------- | ---------------------------------------------------------- | ----------------------------------- | -------------------------------- | ---------------------- | ------------------------------------ | ------------ |
| 1.2 TSI         | 1197 cc 8v OHC شاحن توربيني محركات الحقن المباشر للبنزين   | at 5,000                            | at 1,550–4,100                   | CBZB                   | 2010– حتى الآن                       |              |
| 1.3 MPI (1)     | لل\| ش\|ي\|ي \|س\|                                         |                                     |                                  |                        |                                      |              |
| 1.4 MPI         | 1390 cc 16v عمود الكامات العلوي ‏                           | 75 كيلو وات at 5,000                | 126 نيوتن/متر at 3,800           | BCA                    | 2004– 2006                           |              |
| 1.4 MPI         | 1390 cc 16v DOHC                                           | 80 كيلو وات at 5,000                | 132 نيوتن لكل متر at 3,800       | BUD, CGGA              | 2006–2010 2010–حتى الآن              |              |
| 1.4 TSI         | 1390 cc 16v DOHC شاحن توربيني محركات الحقن المباشر للبنزين | 122كيلو وات at 5,000                | 200 نيوتن لكل متر at 1,500–4,000 | CAXA                   | 2008– حتى الآن                       |              |
| 1.4 TSI         | 1390 cc 16v DOHC شاحن توربيني محركات الحقن المباشر للبنزين | 130 كيلو وات at 5,000               | 220 نيوتن لكل متر at 1,750–3,500 | CAXA                   | 2010– حتى الآن (فقط في الصين)        |              |
| 1.6 MPI         | 1595 cc 8v عمود الكامات العلوي ‏                            | 102 كيلو وات at 5,600               | 148 نيوتن لكل متر at 3,800       | BGU, BSE, BSF, CCSA    | 2004– حتى الآن                       |              |
| 1.6 16V         | 1595 cc 16V عمود الكامات العلوي ‏                           | 105 كيلو وات at 5,000               | 153 كيلو وات at 3,800            | BGU, BSE, BSF, CCSA    | 8.2007– حتى الآن (فقط في الصين)      |              |
| 1.6 FSI         | 1598 cc 16v DOHC Fuel Stratified Injection                 | 115 كيلووات at 6,000                | 155 نيوتن/متر at 4,000           | BLF                    | 2004– 2008                           |              |
| 1.8 TSI (2)     | 1798 cc 16v DOHC Turbocharged Fuel Stratified Injection    | 160 كيلو وات at 5,000–6,200         | 250 نيوتن/متر at 1,500–4,200     | BZB                    | 2007– حتى الآن (للصين 2006–حتى الآن) |              |
| 2.0 MPI         | 1984 cc 16v DOHC                                           | 120 كيلو وات at 5,000               | 180 نيوتن/متر at 3,750           | BLR, BLX, BVX, BVY     | 200?– حتى الآن (فقط في الصين)        |              |
| 2.0 FSI         | 1984 cc 16v DOHC Fuel Stratified Injection                 | 150 كيلو وات at 6,000               | 200 نيوتن/متر at 3,500           | BLR, BLX, BVX, BVY     | 2004– 2008                           |              |
| 2.0 TFSI vRS    | 1984 cc 16v DOHC Turbocharged Fuel Stratified Injection    | 200 كيلو وات at 5,100–6,000         | 280 نيوتن/متر at 1,800–5,000     | BWA                    | 10.2005– 10.2008                     |              |
| 2.0 TSI vRS     | 1984 cc 16v DOHC Turbocharged Fuel Stratified Injection    | 200 كيلو وات at 5,100–6,000         | 280 نيوتن/متر at 1,700–5,000     | CCZA                   | 11.2008– حتى الآن                    |              |
| محركات ديزل     |                                                            |                                     |                                  |                        |                                      |              |
| 1.6 TDI DPF     | 1598 cc 16v DOHC common rail (CR)                          | 105 كيلو وات at 4,400               | 250 نيوتن/متر at 1,500–2,500     | CAYC                   | 2009– حتى الآن                       |              |
| 1.9 TDI (3)     | 1896 cc 8v SOHC PD (Pumpe Düse - Unit Injector)            | 105 كيلو وات at 4,000               | 250 نيوتن/متر at 1,900           | BJB, BKC, BXE, BLS     | 2004– 2010                           |              |
| 2.0 TDI DPF     | 1968 cc 8v SOHC PD (Pumpe Düse - Unit Injector)            | 140 كيلو وات at 4,000               | 320 نيوتن/متر at 1,750           | BMM                    | 2007– حتى الآن                       |              |
| 2.0 TDI (4)     | 1968 cc 16v DOHC PD (Pumpe Düse - Unit Injector)           | 136 كيلو وات at 4,000               | 320 نيوتن/متر at 1,750           | AZV                    | 2004– 2008                           |              |
| 2.0 TDI (4)     | 1968 cc 16v DOHC PD (Pumpe Düse - Unit Injector)           | 140 كيلو وات at 4,000               | 320 نيوتن/متر at 1,750           | BKD                    | 2004– 2008                           |              |
| 2.0 TDI DPF     | 1968 cc 16v DOHC common rail (CR)                          | 140 كيلو وات at 4,000               | 320 نيوتن/متر at 1,750–2,500     | CBAA, CBAB, CBDB, CFHC | 2010– حتى الآن                       |              |
| 2.0 TDI DPF vRS | 1968 cc 16v DOHC PD (Pumpe Düse - Unit Injector)           | 170 كيلو وات at 4,200               | 350 نيوتن/متر at 1,750           | BMN                    | 2006– 2008                           |              |
| 2.0 TDI DPF vRS | 1968 cc 16v DOHC common rail (CR)                          | 170 كيلو وات at 4,200               | 350 نيوتن/متر at 1,750–2,500     | CEGA                   | 2008– حتى الآن                       |              |

## الجيل الثالث (نوع 5E؛ - 2013)
تم الكشف عن الجيل الثالث من اوكتافيا في 11 ديسمبر 2012، في متحف سكودا في ملادا بوليسلاف. وقد صُممت من قبل جوزيف كابان. التجميع بغليزان ،  الجزائر (بدايةً من 2017).
ويحتوي الجيل الثالث من اوكتافيا على ميزات جديدة للسلامة فهي تشمل على:
- قدم تحذير الاصطدام [13]
- نظام الكشف عن تعب السائق[13]
- وسادة هوائية [13]
- وسائد هوائية جانبية الخلفية [13]
- غطاء المحرك النشط [13]
- أنظمة مساعدة أخرى التي سوف تكون متاحة أثناء ارتفاع الحرارة ومكيف الهواء التلقائي وحفظ مساعد ونظام تثبيت السرعة التكيفي، مساعد وقوف السيارات أو نظام التعرف على إشارات المرور.[13]

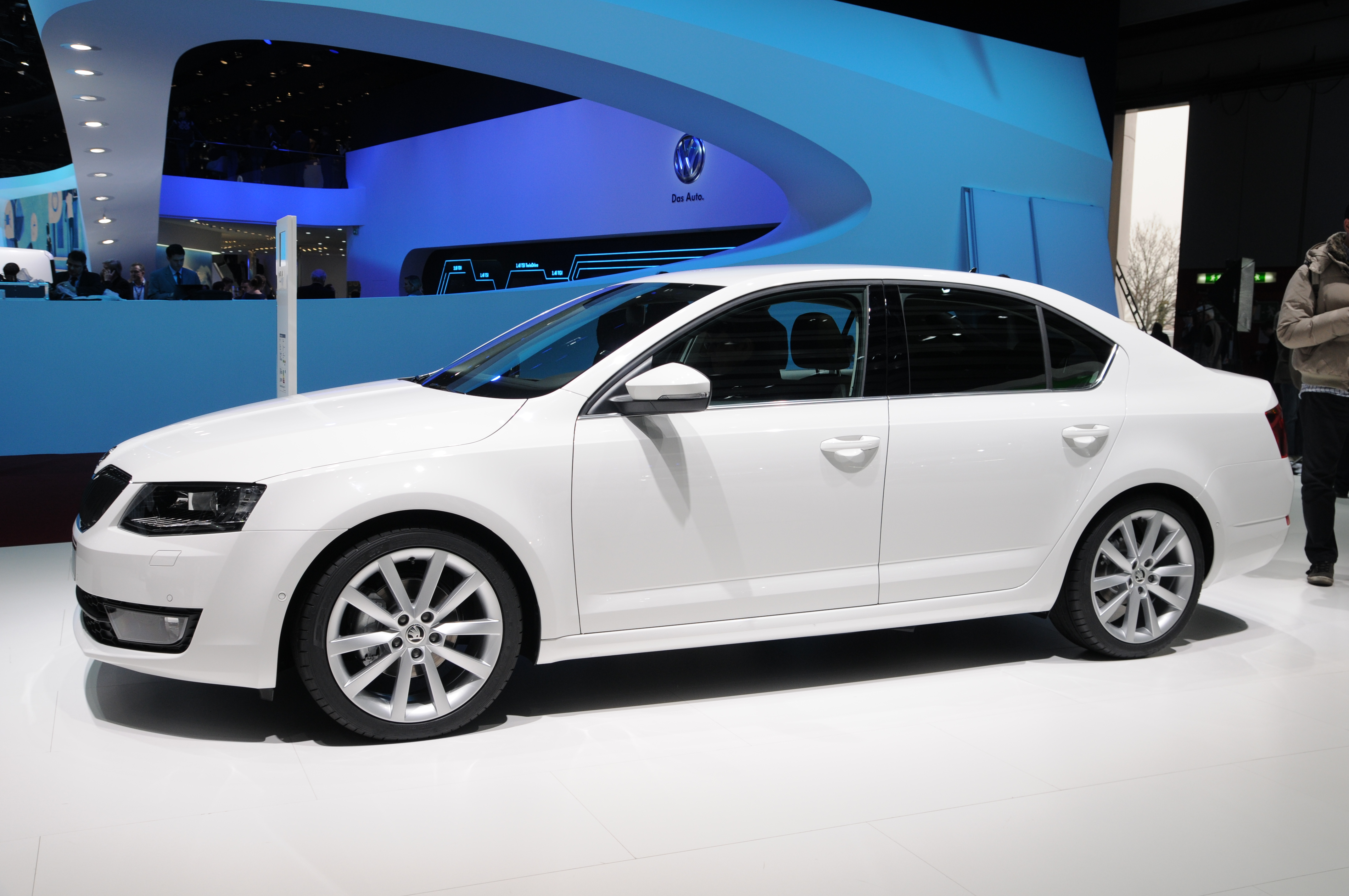
اوكتافيا الجيل الثالث في أحد المعارض في سويسرا
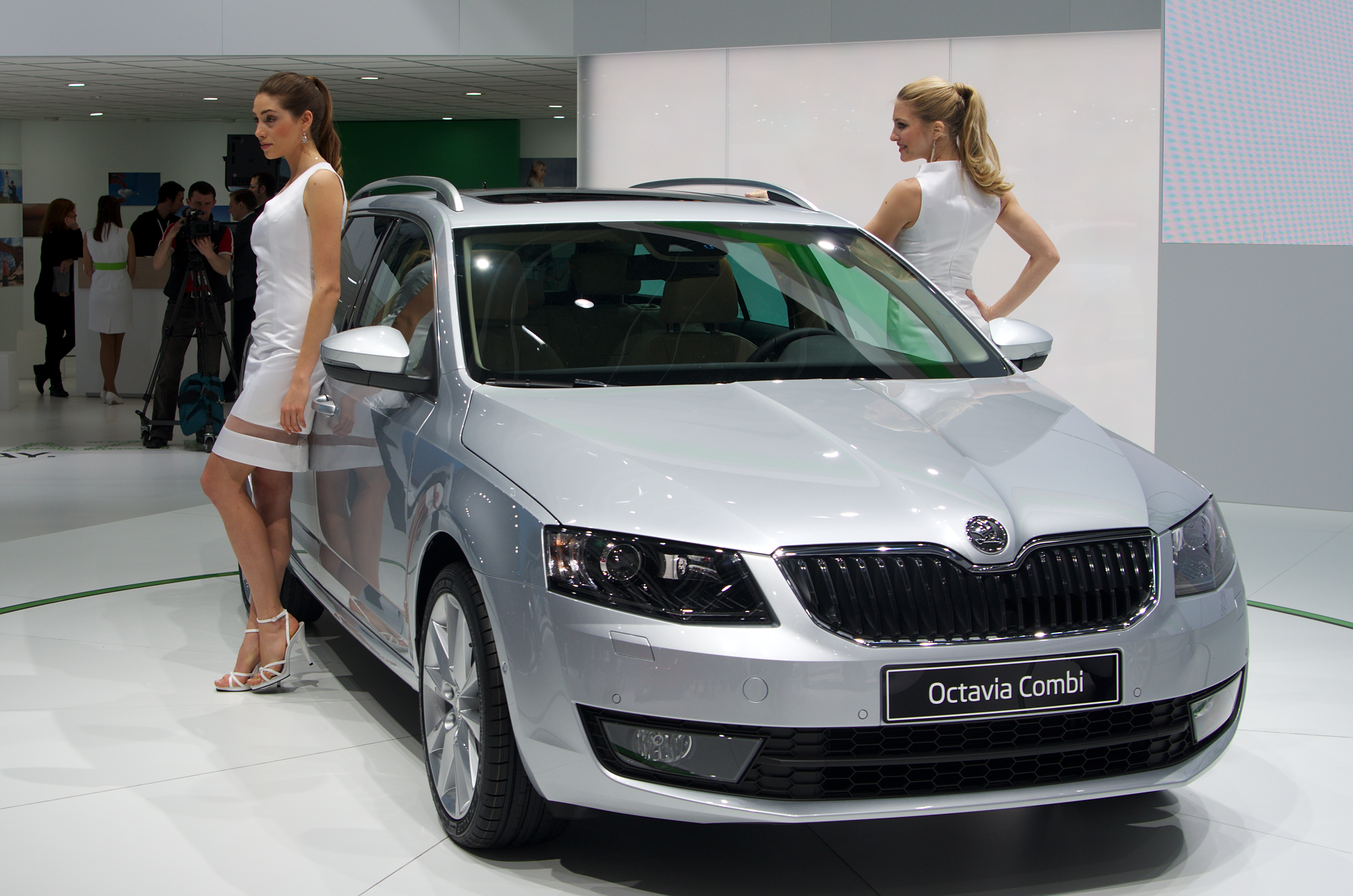
اوكتافيا كومبي الجيل الثالث في معرض جينيف للسيارات بباريس
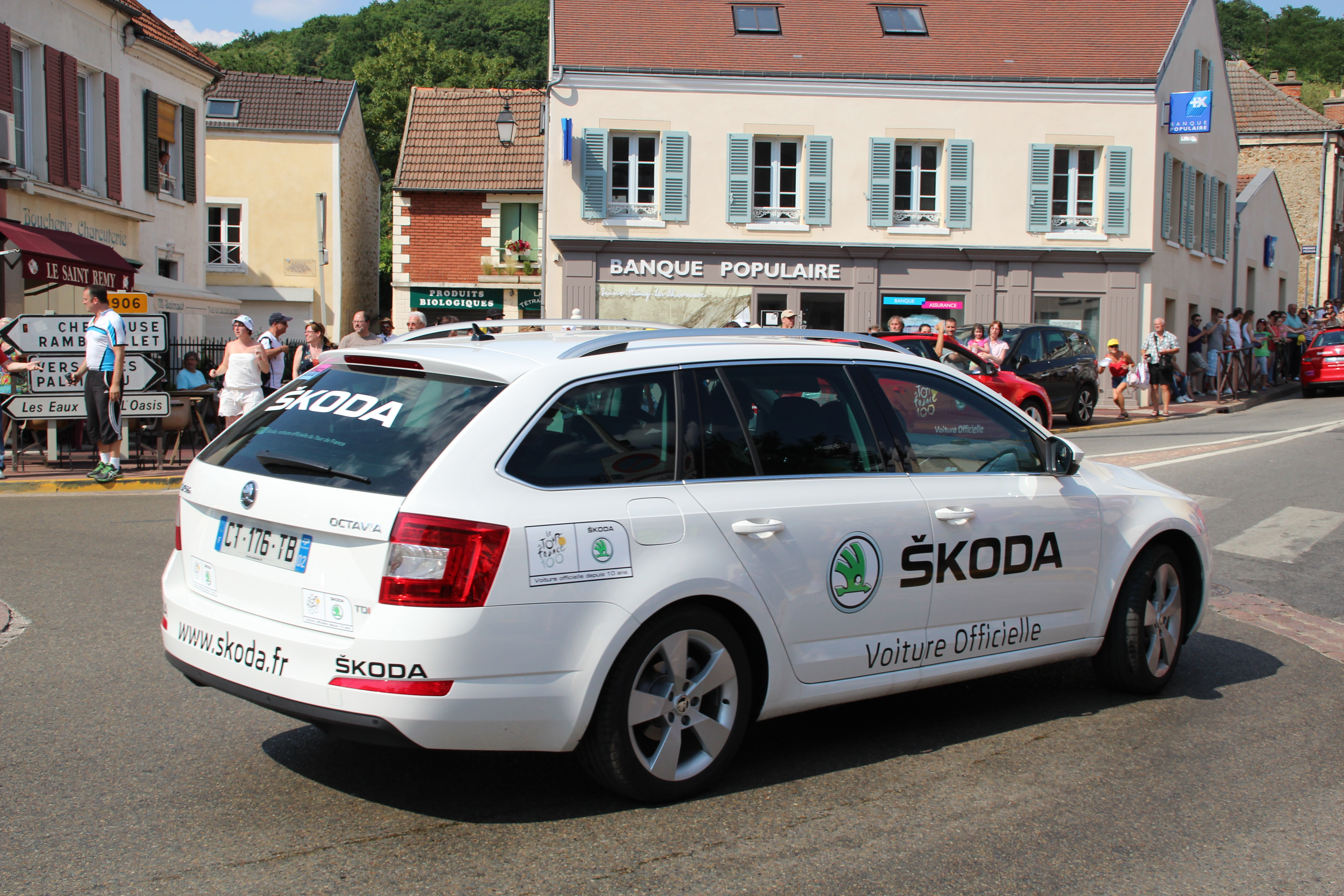
صورة سكودا اوكتافيا 3 سيارة رالي
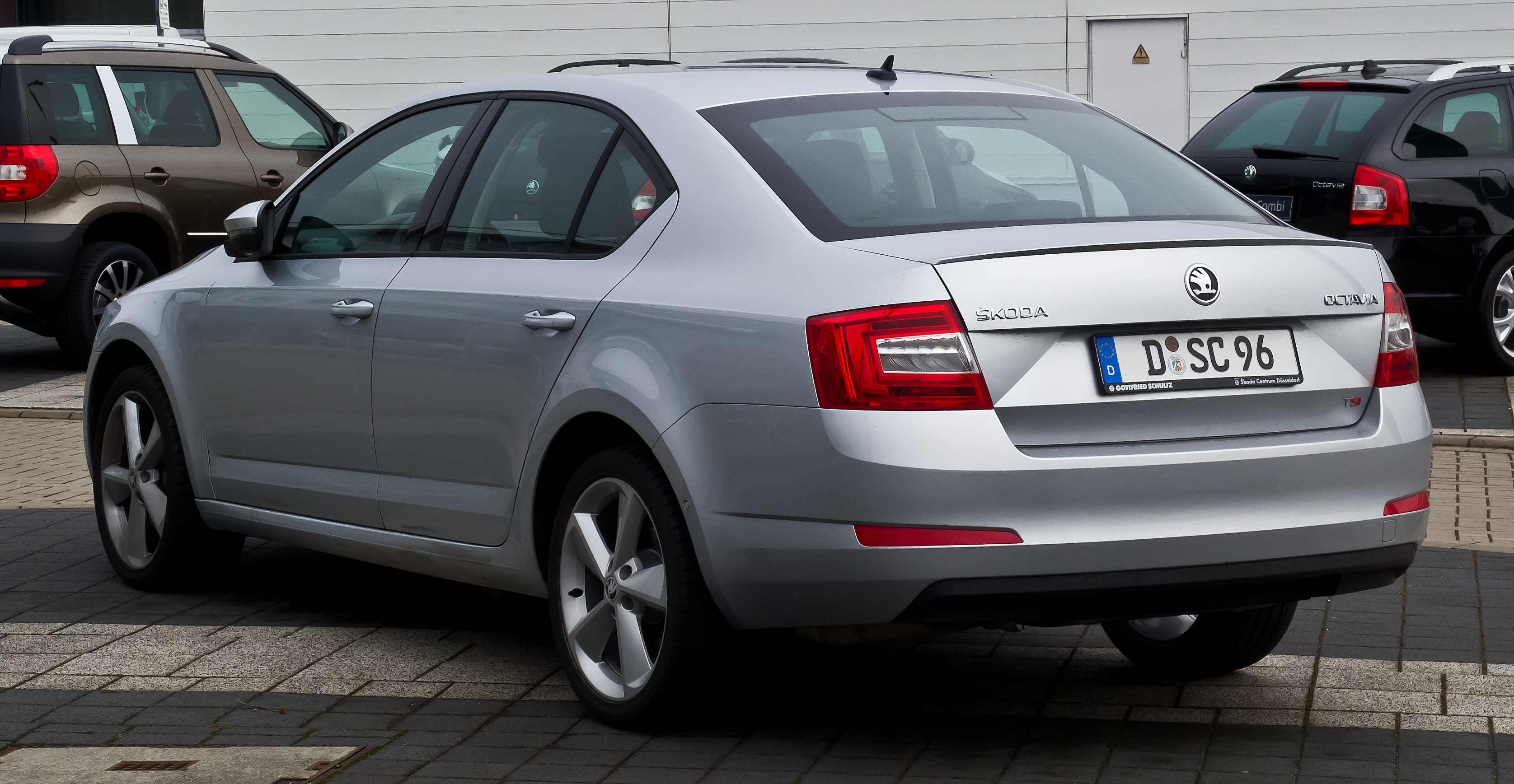
اوكتافيا فانتازيا الجيل الثالث
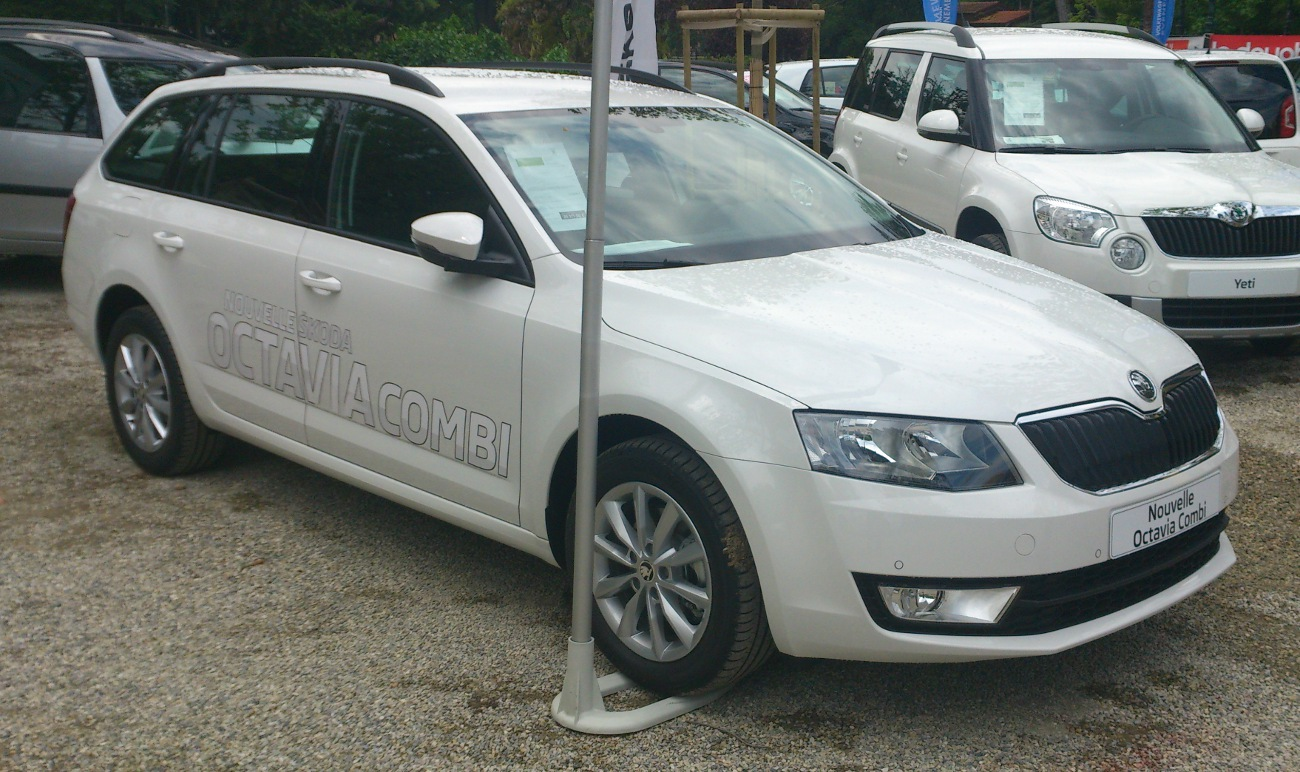
اوكتافيا كومبي الجيل الثالث
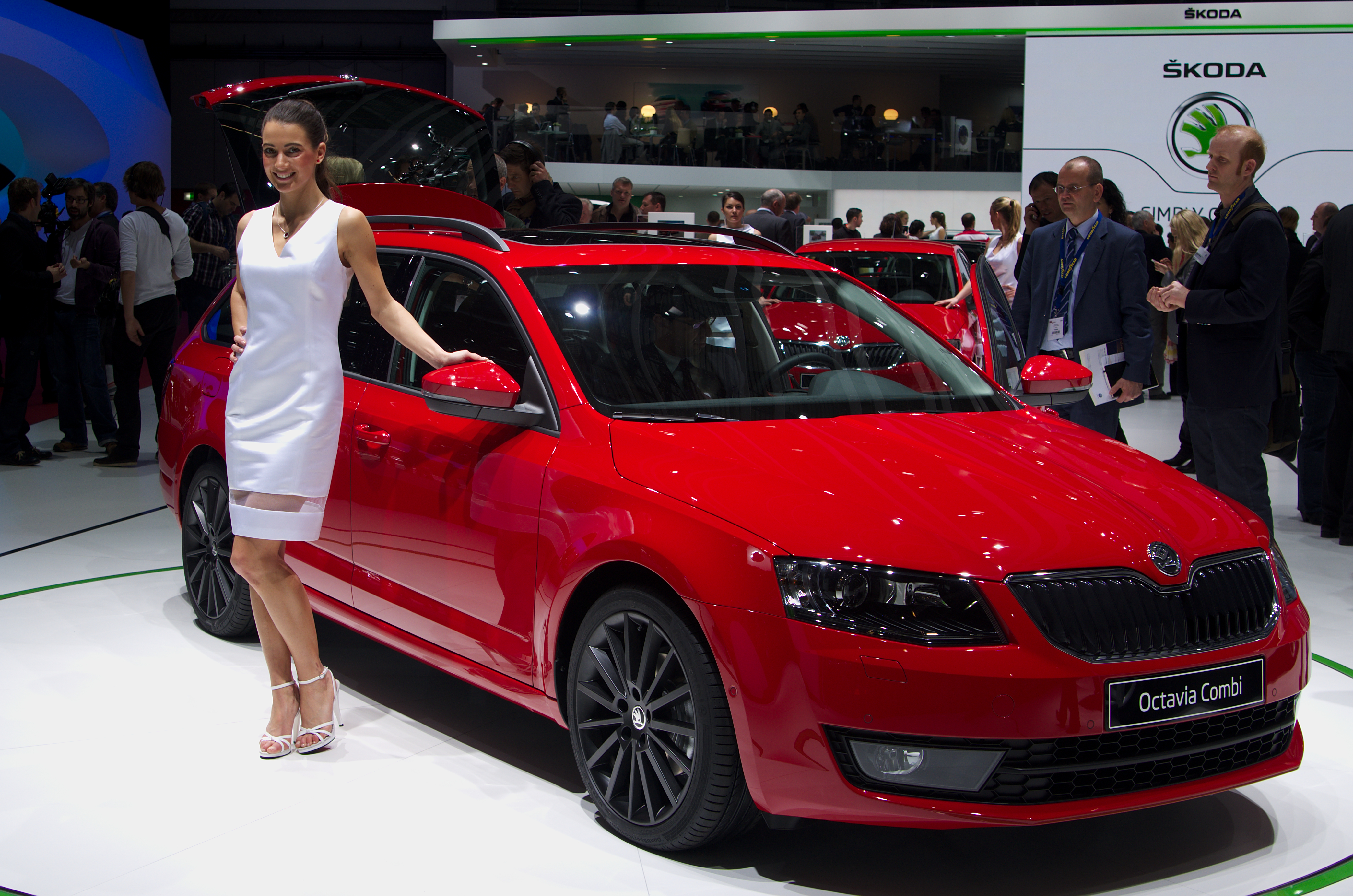
سيارة حمراء اللون في معرض جينيف للسيارات بباريس
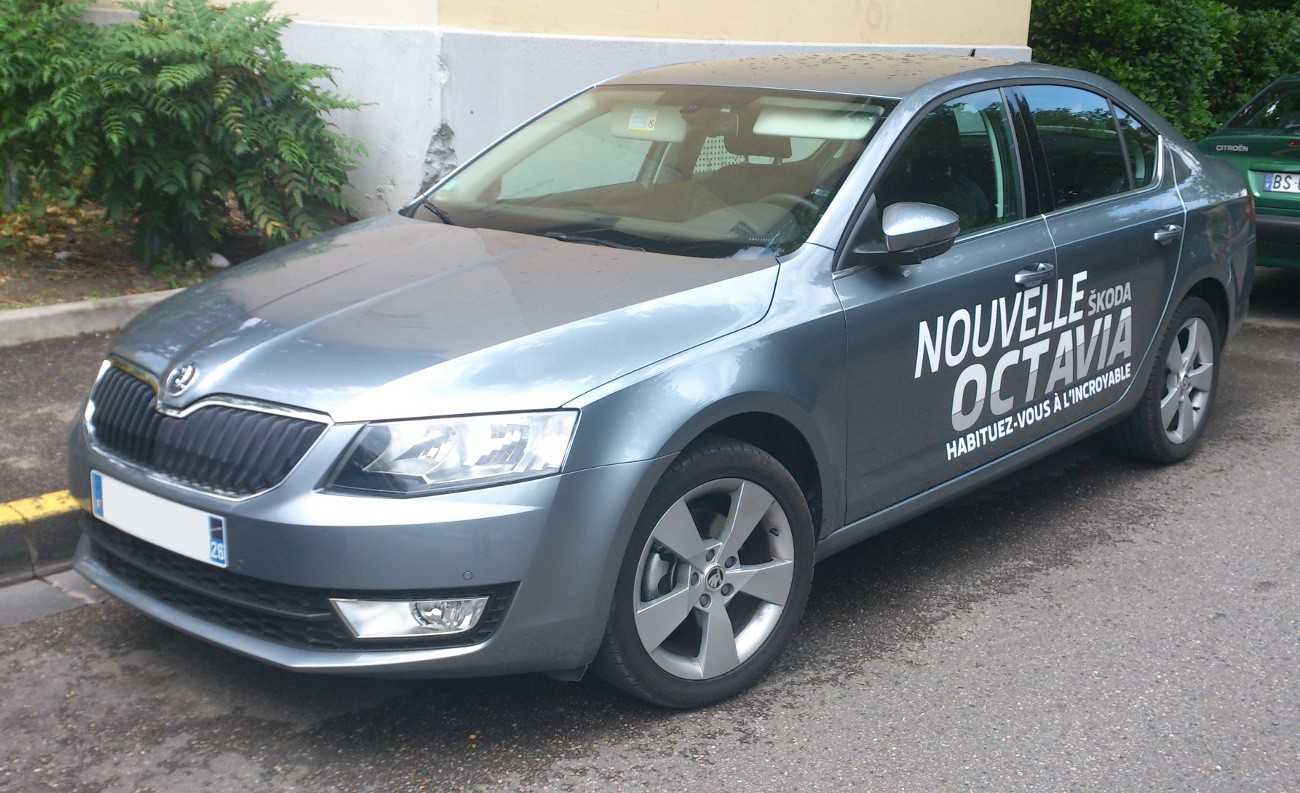
اوكتافيا الجيل الثالث
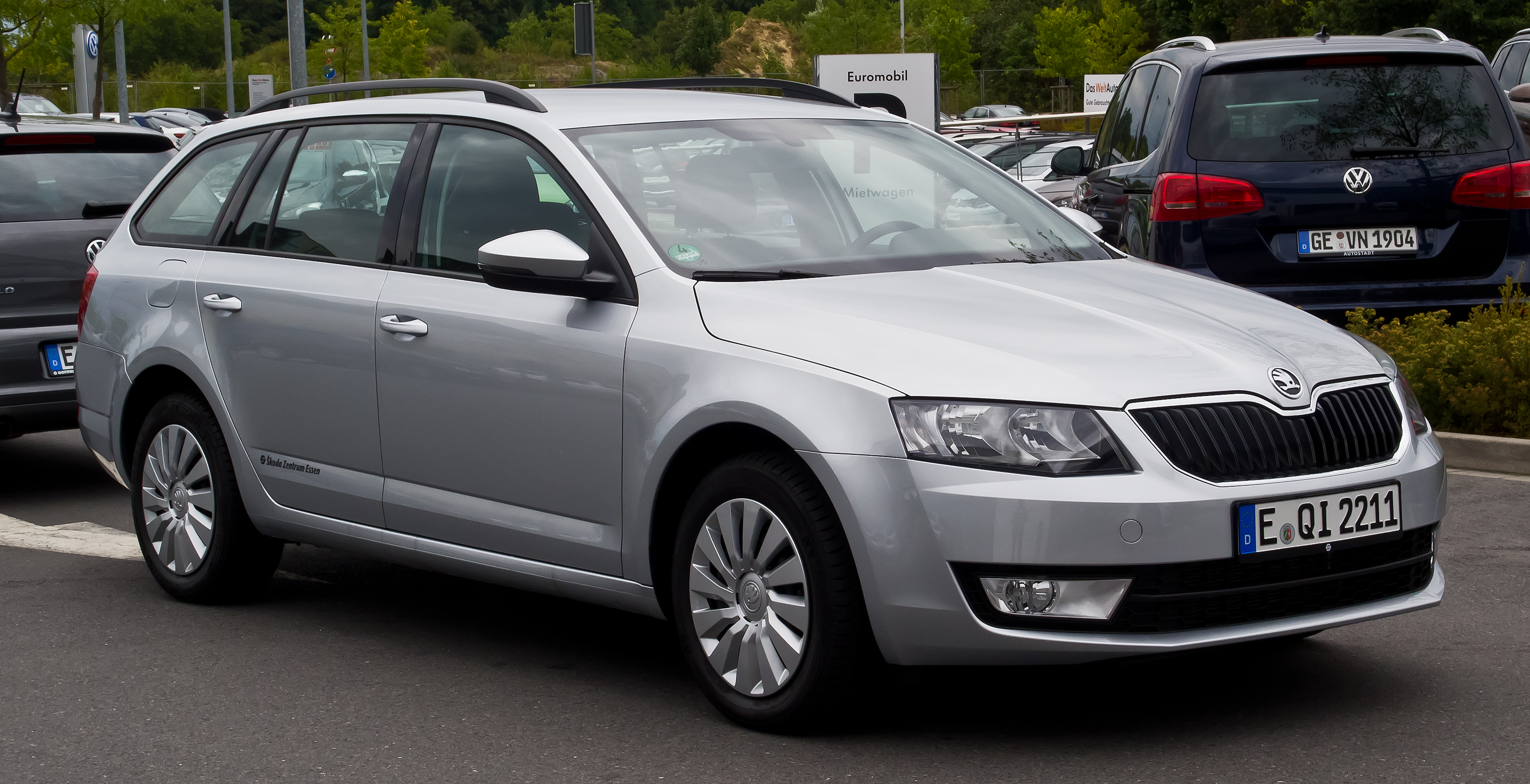
اوكتافيا الجيل الثالث في ألمانيا
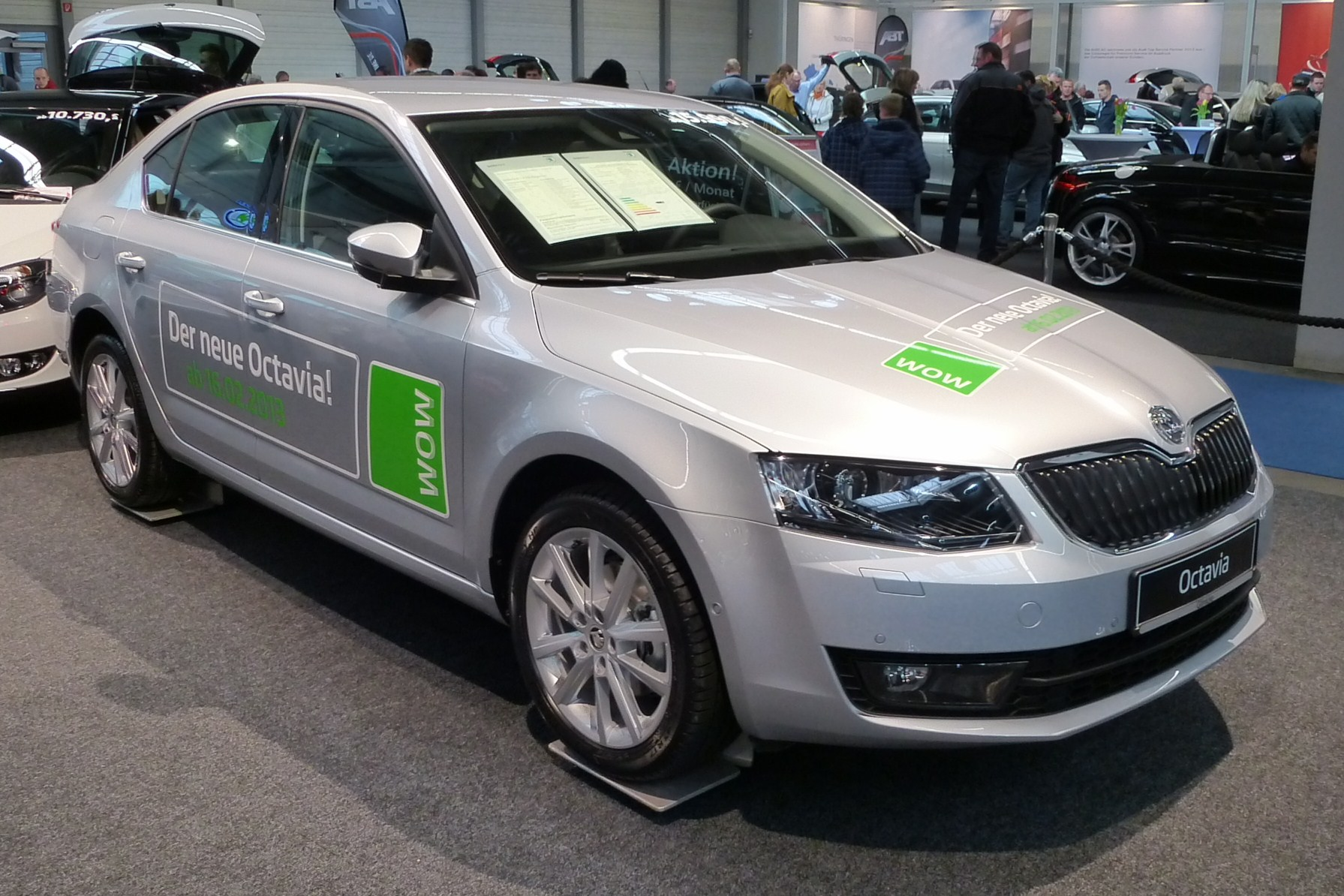
في أحد المعارض
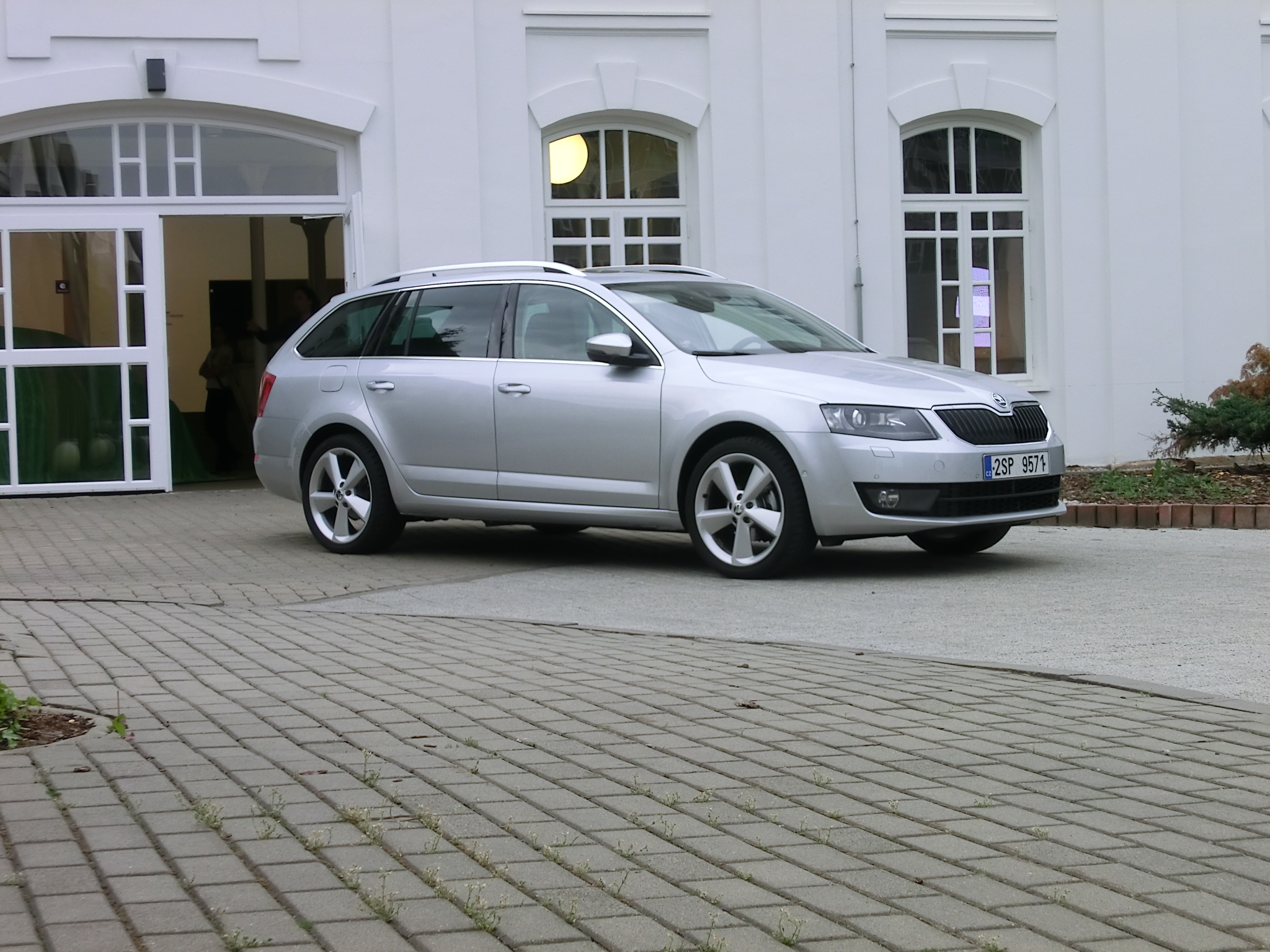
كومبي الجيل الثالث هاتشباك
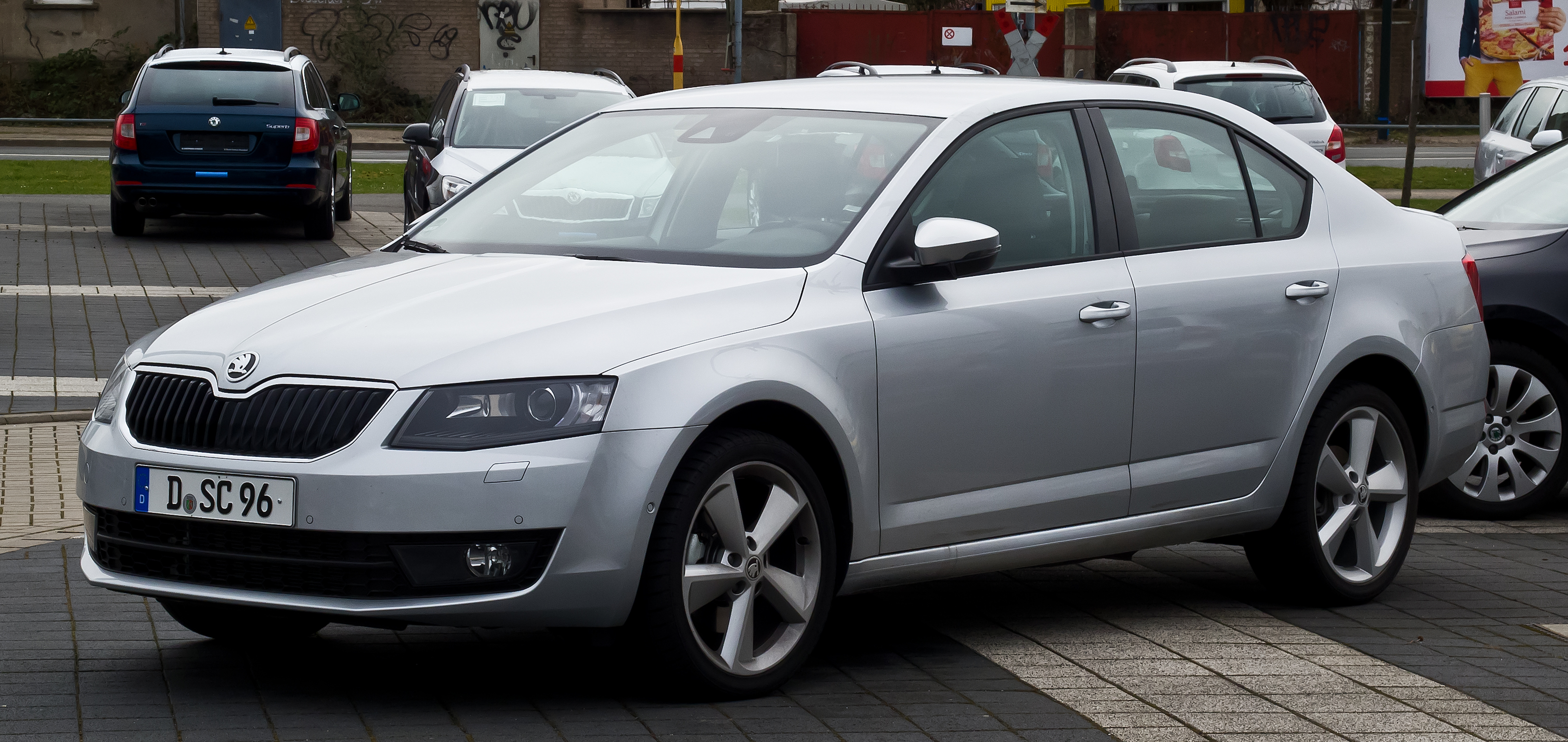
سكودا اوكتافيا Mk3 (5E)
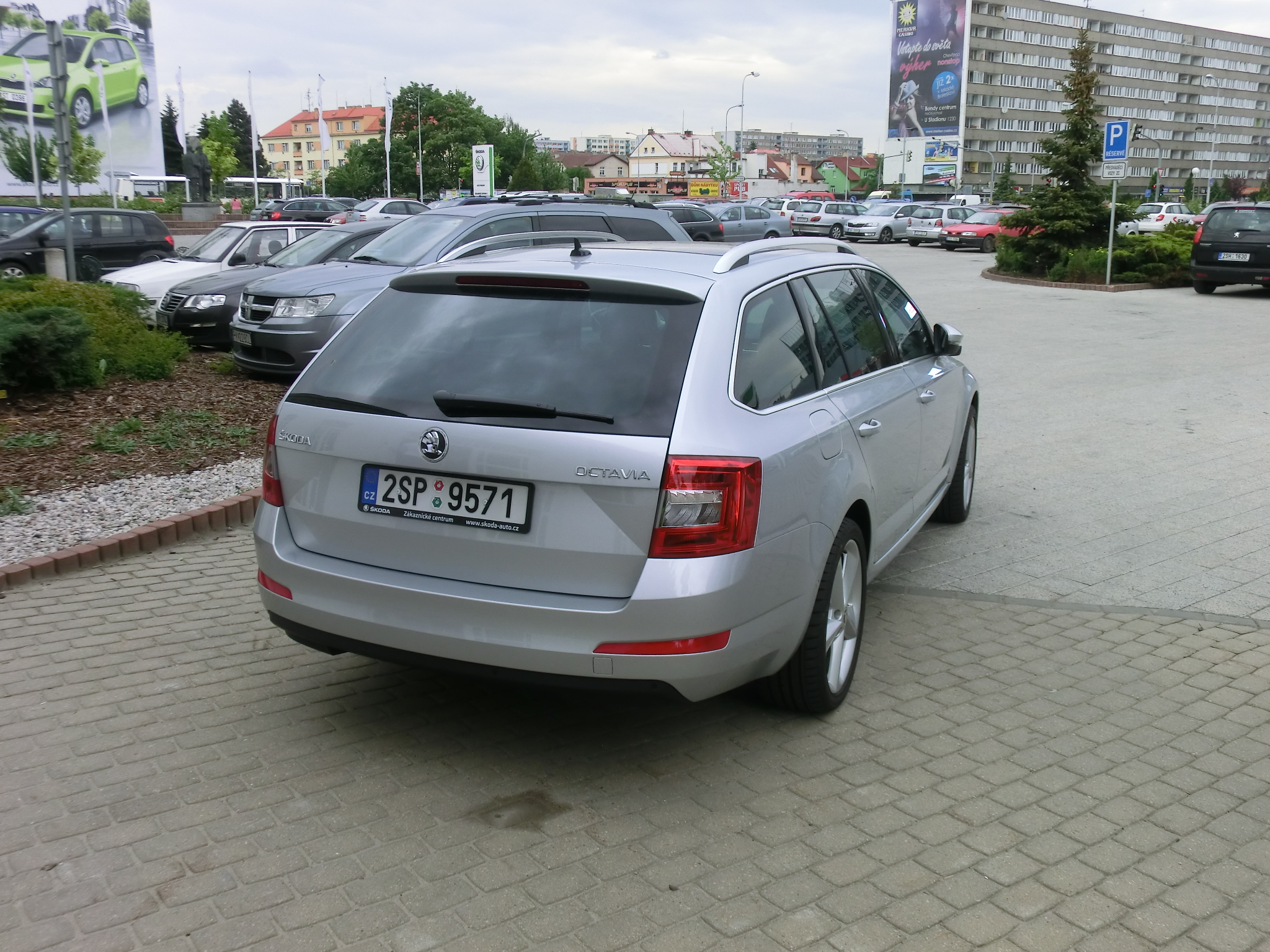
كومبي هاتشباك

### نظام المحرك
المحرك :
- 1.2 تربو
- 1.4 تربو
- 1.8 تربو
- 1.6 تربو
- 2 تربو
- 2 تربو [9]

علبة السرعات :
- 5 سرعات مانوال
- 6 سرعات مانوال
- 6سرعات اوتوماتك
- 7سرعات اوتوماتك [9]

## روابط خارجية
- Škoda Octavia – الموقع الرسمى لـسكودا أوتو.
- Škoda Octavia – سكودا أوكتافيا المملكة المتحدة
- Škoda Octavia – أوكتافيا باللغة الإنجليزية